# Croix-Rouge française
Cet article concerne la Croix-Rouge française. Pour les autres Croix-Rouge, voir Liste des associations des Croix-Rouges et des Croissants-Rouges.
Pour les articles homonymes, voir CRF.
La Croix-Rouge française (CRF) est une association d'aide humanitaire française qui a pour objectif de venir en aide aux personnes en difficulté en France et à l'étranger. Ses missions fondamentales sont l'urgence, le secourisme, l'action sociale, la formation, la santé et l'action internationale.
Fondée le 25 mai 1864 sous le nom de Société française de secours aux blessés militaires (SSBM), des dissensions internes amèneront à la création, en plus, de l’Association des dames françaises (ADF) en 1879, puis de l'Union des femmes de France (UFF) en 1881.
La Croix Rouge Française ne sera véritablement créée sous son nom actuel qu'en juillet 1940 par fusion des trois entités précitées (SSBM, ADF et UFF) et actée par un décret du maréchal Pétain du 7 août 1940.
Reconnue d'utilité publique depuis août 1940, la Croix-Rouge française est l'une des 192 sociétés nationales du Mouvement international de la Croix-Rouge et du Croissant-Rouge. Elle compte plus de 78 000 bénévoles et 19 000 salariés. Son réseau est constitué de 1 062 implantations locales, 108 délégations départementales et territoriales et 634 établissements sociaux, médico-sociaux et sanitaires, répartis sur l'ensemble du territoire français, y compris dans les départements et territoires d'outre-mer. La Croix-Rouge française est par ailleurs présente dans 27 pays pour y développer des programmes spécifiques afin d'améliorer notamment l'accès à l'eau, la précarité alimentaire et la santé des personnes vulnérables.

## Histoire

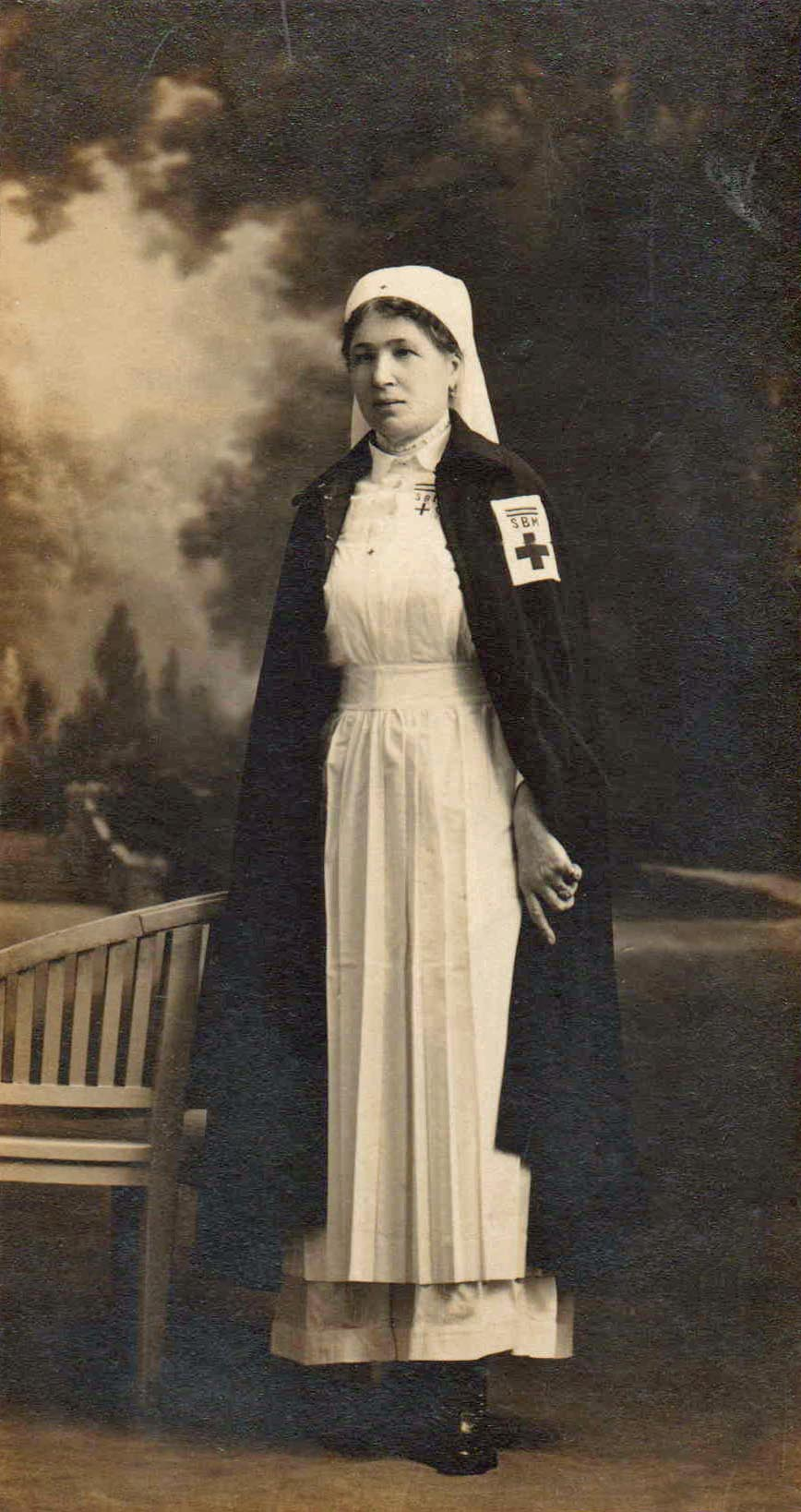
Infirmière de la SSBM (Société de secours aux blessés militaires) fondée en 1864, ancêtre de la Croix-Rouge. 1914-1918.

### Naissance de la Croix-Rouge française

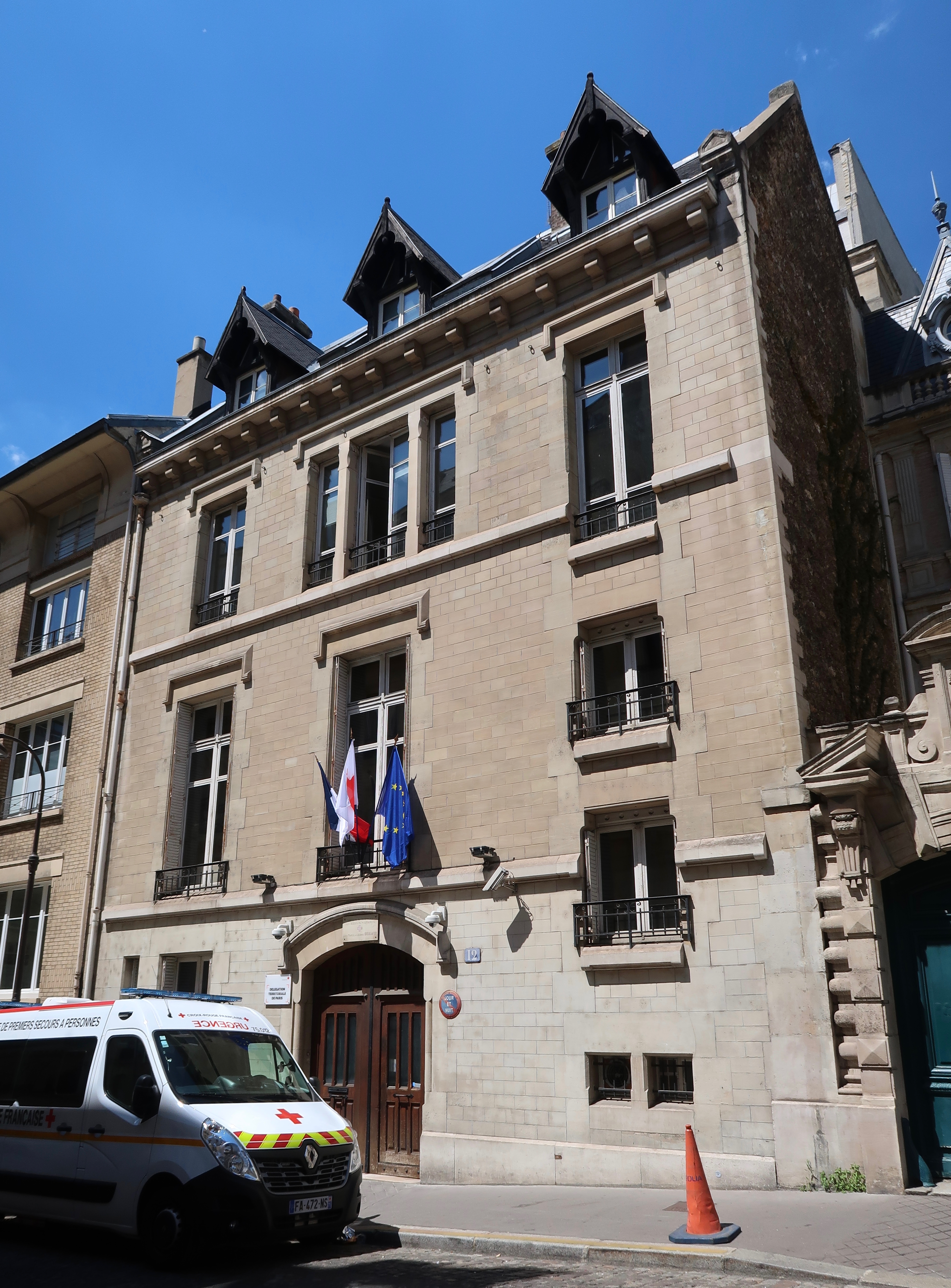
Ancien siège de la Société de secours aux blessés militaires, actuellement occupé par la délégation territoriale de la Croix-Rouge française à Paris, 12 rue Chardin (16e arrondissement de Paris).

En juin 1859, Henry Dunant fait un voyage d'affaires en Italie, où il constate les dégâts de la bataille de Solférino (24 juin 1859) qui opposa l'armée française de Napoléon III et l'armée du royaume de Piémont-Sardaigne à l'armée autrichienne. Le 17 février 1863, le Comité international de la Croix-Rouge (CICR) est fondé à Genève.
Le 25 mai 1864 voit la création, sous la présidence du général-comte de Montesquiou-Fezensac et sous l'impulsion d'Henry Dunant lui-même, de la Société française de secours aux blessés militaires (SSBM). Cette société est reconnue par le Comité international de secours aux blessés, créé l'année précédente sur les idées d'Henri Dunant et dépositaire de l'emblème. La France est l’une des premières nations à signer, le 22 août 1864, la première Convention de Genève lors d'une conférence diplomatique convoquée par le Conseil fédéral suisse à la demande du CICR. Comme son nom l'indique, le but de la SSBM est d'abord de prendre en charge les militaires mis hors de combat lors de conflits sur le territoire français. Elle réunit sa première assemblée générale le 11 mars 1865 et est reconnue d'utilité publique le 23 juin 1866. Elle reçoit très vite son « baptême du feu », puisque la guerre franco-prussienne éclate en 1870 et est suivie en 1871 d'une période insurrectionnelle à Paris d'abord puis dans différentes villes françaises (la Commune). Elle parvient déjà à récolter des fonds. Sa mission est de seconder les services de santé militaires. Outre le secours aux blessés et mutilés de guerre, elle apporte un soutien aux veuves et orphelins de soldats.
Le Mouvement a été fondé selon sept principes fondateurs : humanité, impartialité, neutralité, indépendance, volontariat, unité et universalité.
La Croix-Rouge française est la quatrième plus ancienne société nationale : créée le 25 mai 1864, elle est fondée après l'allemande (le 26 octobre 1863), la belge (le 4 février 1864) et l'espagnole (le 2 mars 1864).

### Divisions: trois sociétés de la Croix-Rouge française

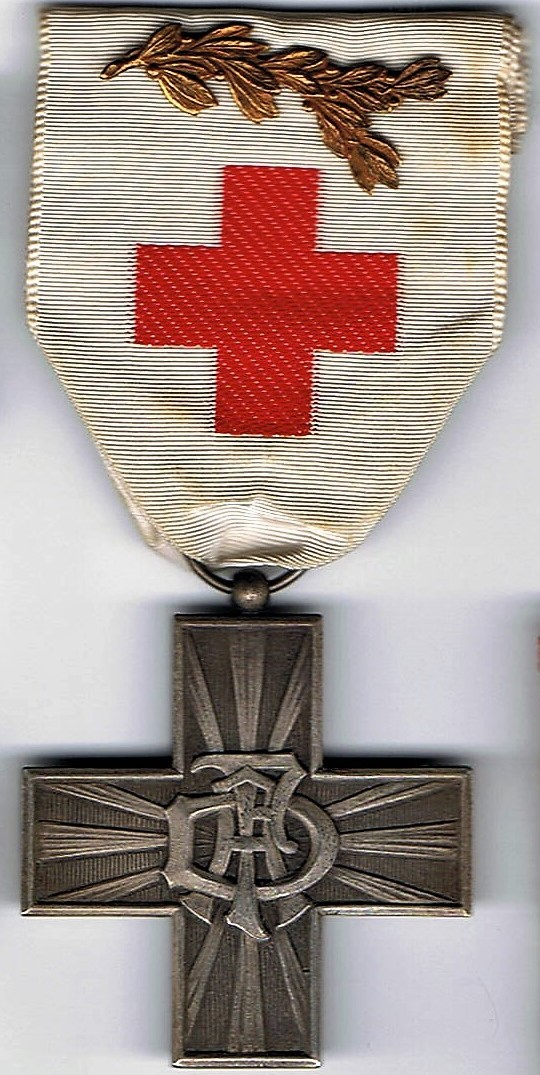
Médaille décernée par l'Association des dames françaises (ADF) à ses infirmières après la Première guerre mondiale.

À la suite de divergences et de scissions, deux autres sociétés nationales sont fondées en France. L’Association des dames françaises (ADF) voit le jour à Paris en 1879, à l'initiative du docteur Auguste Duchaussoy, fondateur et dirigeant d'une école de garde-malades et d'ambulancières ouverte en 1877, intégrée à l'association. Marqué par l'insuffisance de l'organisation des ambulances durant la guerre de 1870, il est désireux de remédier à cet état de fait et fait appel aux femmes,,. L'ADF mettra aussi en cause l'inertie de la SSBM et le refus de sa direction de constituer une société de femmes, pépinière d'ambulancières préparées en cas de guerre. L'Union des femmes de France (UFF), issue d'une scission de l'ADF, est formée en 1881 sous l'impulsion notamment de sa première présidente, Emma Koechlin-Schwartz, en raison notamment d'un désaccord sur la féminisation exclusive ou non de la société. Ces deux associations interviennent au profit des militaires mais aussi auprès des civils, et ce même en temps de paix. Le nom complet de l'ADF est à l'origine l'Association des dames françaises pour les secours aux blessés militaires mais rapidement elle se propose de donner des « secours aux militaires blessés ou malades en temps de guerre » ainsi que des « secours éventuels aux civils en cas de calamité ou de désastre ». Elles sont également reconnues par le Comité international comme faisant partie du « Mouvement Croix-Rouge », et peuvent donc utiliser l'emblème.
L'ADF et l'UFF sont nées dans les premières années de la IIIe République des républicains, ce qui explique les polémiques politico-religieuses dans les années 1880. Des journaux républicains saluent la naissance de l'UFF, moquant la SSBM, « société des brancardiers de sacristie, des bonnes sœurs » qui a pour président « Son Altesse Royale Monseigneur le duc de Nemours » tandis que le docteur Duchaussoy affirme que son association se place « sur le terrain neutre et solide de la charité patriotique » et « ne demande à personne ses opinions politiques et religieuses », se défend contre les accusations portées contre l'ADF (elle serait trop proche de la SSBM, serait devenue « clérico-monarchiste » et trop aristocratique) par ces journaux et par les fondatrices de l'UFF qui ont critiqué la direction de l'ADF en 1880 et ont quitté cette association,. Des journaux catholiques conservateurs comme L'Univers reprochent au cours des années 1880 aux deux sociétés nouvelles, à l'UFF surtout, leurs « tendances suspectes », leur neutralité en matière religieuse, leur volonté de secourir aussi les victimes des catastrophes civiles, les attaches de leurs dirigeantes avec les milieux républicains et « maçonniques », alors que la SSBM a fait ses preuves « aussi bien au point de vue religieux qu'au point de vue des intérêts des blessés militaires » ; les ambulances de la SSBM étant à l'origine largement ouvertes aux prêtres, pour les mourants, ainsi qu'à d'autres religieux, hommes et femmes (les « bonnes sœurs ») qui venaient soigner et assister les blessés,,,,,,,,.
La place que doivent tenir les femmes les distingue également ; les deux dernières leur accordent plus d'indépendance. Un des secrétaires généraux de l'UFF notant ainsi : « Ainsi se formèrent, à côté de la Société de secours aux blessés militaires, à direction masculine, où les femmes n'étaient admises qu'à titre d'assistantes, deux sociétés à direction féminine, où les hommes ne devaient jouer que les rôles de conseillers et d'auxiliaires. (L'ADF et l'UFF) ne différaient guère dans leur constitution que par la conception de l'organisation de l'instruction à donner aux infirmières volontaires. (L'ADF) étant pour la centralisation dans une importante école unique ; (l'UFF) s'inspirant de l'idée du docteur Bouloumié qui entendait multiplier les cours, principe qui a prévalu partout par la suite ». 
Les dirigeantes de l'UFF sont secondées par un conseil consultatif d'hommes. Un secrétaire général joue toutefois un rôle d'animateur actif. Ont occupé ce poste le docteur Pierre Bouloumié, durant 38 ans, jusqu'en 1919, le baron Albert d'Anthouard, ancien diplomate, administrateur de sociétés, de 1919 à 1928, le vice-amiral Jean-François-Charles Amet, de 1928 à 1938. De même, le fondateur de l'ADF, le docteur Auguste Duchaussoy, est l'actif secrétaire général de l'association durant 35 ans, jusqu'à son retrait en mars 1915, à 89 ans. Le conseil d'administration de l'ADF, présidé par une femme, est composé à la fois de femmes (parmi lesquelles trois vice-présidentes en 1938) et d'hommes (parmi lesquels un seul vice-président et le trésorier en 1938).
Après la SSBM (1866), l'UFF est reconnue d'utilité publique en 1882, l'ADF en 1883. Elles sont rattachées aux ministères de la Guerre et de la Marine. Des décrets de 1886 et 1892 règlent leur organisation en cas de guerre. L'ADF fait établir par une action en justice en 1889 et 1891 son appartenance à la Croix-Rouge, contestée. Elle ouvre en 1896 à Auteuil un « hôpital d'instruction des dames ambulancières » et obtient la même année le patronage du président de la République.
À partir de 1907, à l'initiative de Suzanne Pérouse, alors présidente de l'UFF, est créé un organe commun de direction aux trois associations : le Comité central de la Croix-Rouge française (CCCRF). Il est composé de quatre délégués de la SSBM, deux de l'ADF et deux de l'UFF. Le président de la SSBM en prend de droit la présidence.
Les crues de la Seine et de la Loire de 1910 sont l'occasion des premières opérations d'envergure en temps de paix et au profit des populations civiles : des centres d'hébergements sont mis en place, de l'aide alimentaire et des vêtements distribués.

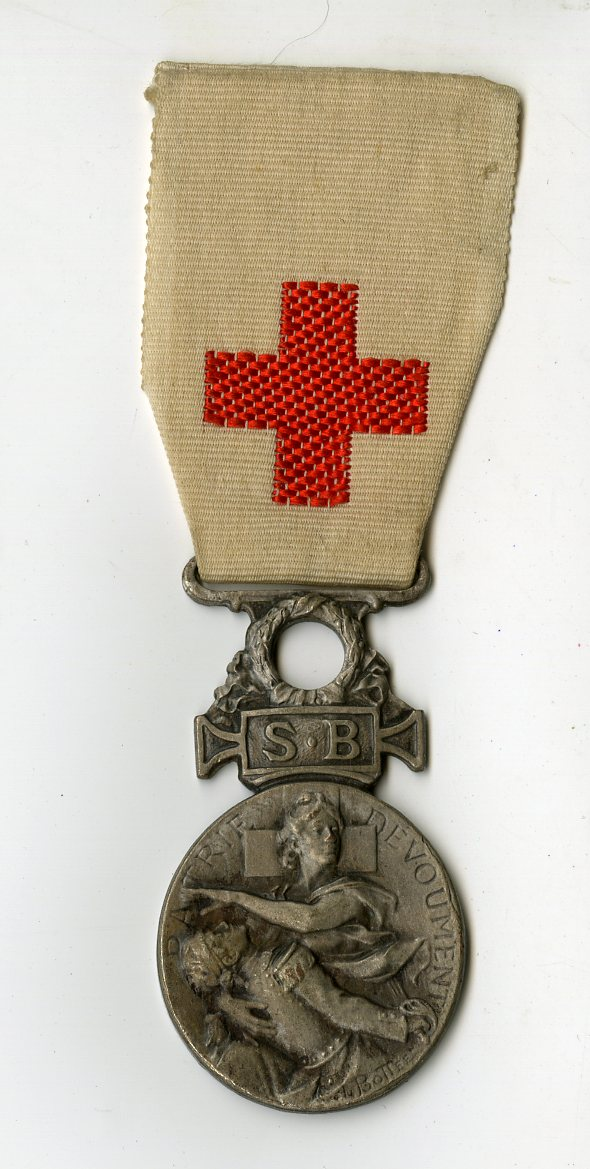
Médaille de la SSBM (1864-1866).

Mais bientôt éclate la Première Guerre mondiale, et la SSBM reprend le chemin des champs de bataille. Sur le front, elle met en place des « ambulances chirurgicales ». À l'arrière, les deux ADF et UFF ne sont pas en reste : organisation d'hôpitaux militaires (environ 1 400 à la fin du conflit), formation et encadrement de 68 000 infirmières formées, mise en place de péniches-ambulances pour la partie soins médicaux, mais aussi création de sanatoriums, de cantines de gares, d'ouvroirs, aides aux soldats (colis), ouverture d'une agence des prisonniers de guerre (1,5 million de fiches recensées), et aussi souscription pour aider les départements de l'Aisne et de l'Oise libérés en 1917.
Fin 1918, la paix revient, et l'entre-deux-guerres commence. Le CCCRF décide de faire porter ses actions sur l'aide à la reconstruction, mais aussi sur la tuberculose, les maladies vénériennes, la mortalité infantile. Les infirmières doivent également lutter contre l'épidémie de grippe espagnole. En 1938, un organe consultatif, le Conseil national de la Croix-Rouge française, est chargé d'étudier les questions relatives au rapport entre la Croix-Rouge et l'État.
Les trois sociétés font partie du Mouvement international de la Croix-Rouge et du Croissant-Rouge fondé en 1919 et mandaté pour agir dans les pays victimes de conflits armés, qui comprend le CICR, la Fédération internationale des Sociétés de la Croix-Rouge et du Croissant-Rouge (FICR) et les 190 sociétés nationales qui sont toutes auxiliaires des pouvoirs publics et souveraines dans leur pays.

### 1934 création des Infirmières pilotes secouristes de l’Air (IPSA)
En 1934, des représentantes des trois sociétés de la Croix-Rouge française, Corisande de Gramont pour l’ADF, Françoise Schneider née de Curel pour la SSBM, Vassilia de Vendeuvre (dite Lilia, 1897-1980) pour l’UFF décident de créer les premières équipes d’infirmières de l’Air .
Il s’agit de former des infirmières diplômées au pilotage et aux évacuations par voie aérienne afin qu’elles puissent en cas d’urgence constituer des équipes en mesure d’intervenir partout, y compris dans les endroits difficilement accessibles de l’Empire colonial français.
Les trois fondatrices obtiennent le concours de l’Aéro-Club de France qui délivrait alors toutes les licences de pilotes en France. L’Aéro-Club décide d’affecter une partie des fonds d’une collecte destinée à ériger un monument à Hélène Boucher morte aux commandes de son avion le 30 novembre 1934, pour offrir une formation de pilote à des jeunes filles qui veulent devenir infirmières de l’Air.
L’appel à candidatures lancé par la Croix-Rouge connait un immense succès dans un contexte où la vie héroïque d’Hélène Boucher suscitait de nombreuses vocations de pilotes chez les femmes. En  juin 1937, la première promotion d’infirmières pilotes secouristes de l’Air fut baptisée du nom de Jean Mermoz.
Les infirmières pilotes sont alors dirigées par une amicale groupant les trois sociétés de la Croix-Rouge, ainsi que l’association d’entraide et d’assistance morale et sociale et placée sous la direction des trois fondatrices. L’Amicale est affiliée à l’Aéro-Club de France et à l’Union des Aéro-Clubs de la région parisienne ainsi qu’à la Fédération Aéronautique Française et siège 21, rue François-Ier, Paris 8e. Les membres de l’amicale se classent en deux catégories :
A) des infirmières pilotes qui ont à la fois une formation sanitaire et une pratique suivie du pilotage.
B) des Secouristes de l’Air comprenant soit des infirmières pilotes, soit des pilotes non infirmières, soit des femmes médecins, anesthésistes, dentistes ou toutes autres spécialités capables de rendre des services sanitaires quelconques.
Les membres se doivent entre-elles une assistance désintéressée. L’Association leur attribue au fur et à mesure des possibilités une aide matérielle sous forme de vols d’entrainement, cours de pilotage… Dès la sortie de leur première promotion le 16 novembre 1937, les infirmières pilotes secouristes de l’Air participent à des manifestations aériennes où elles font la démonstration de simulation d’évacuations sanitaires par avion et opèrent les premiers transferts de malades et de blessés à la demande des hôpitaux. Elles assurent la sécurité sanitaire et les postes de secours des grands meetings de l’aviation populaire et d’autres grandes manifestations.
En 1935 Marie Marvingt est la première à recevoir le diplôme du corps des Infirmières de l’air… Parmi d’autres IPSA célèbres on peut citer Maryse Bastié  qui entre aux IPSA en 1937, Germaine L'Herbier-Montagnon, Claire Roman, Geneviève de Galard, Élisabeth Boselli, Jacqueline Domergue.

### Unification en 1940
C'est alors qu'éclate la Seconde Guerre mondiale. Durant la période de combat, la Croix-Rouge réitère ses actions de 1914-1918. Puis viennent la défaite en juin 1940, l'Occupation et l'instauration de l'État français. En juillet 1940, les représentants des trois associations, réunis à Vichy, acceptent la fusion demandée sinon ordonnée par le nouveau gouvernement. Un décret du maréchal Pétain du7 août 1940 officialise la fusion des trois sociétés (SSBM, ADF et UFF) sous le nom actuel de Croix-Rouge française, reconnue d'utilité publique,,,. Le professeur de médecine Louis Pasteur Vallery-Radot est son premier dirigeant, agréé par le gouvernement,.
Le conflit armé ayant cessé, les activités de guerre laissent place aux actions d'aide aux populations civiles, souffrant des problèmes d'approvisionnement dus à l'occupation du territoire par une armée toujours belligérante et ayant donc besoin d'énormément de ressources pour soutenir son effort de guerre. La CRF se voit confier les actions au profit des enfants (layettes et alimentation premier-âge). Elle est aussi chargée de l'aide aux civils dans les camps jusqu'en 1942, date à laquelle elle se voit retirer cette activité au profit de l'État.
En 1942, les Équipes d'Urgence, ancêtres des Équipes Secouristes sont créées pour faire face aux destructions dues aux bombardements et plus tard pour les débarquements et les libérations de villes de France (100 postes de secours permanents assurés pendant la libération de Paris). Elles sont composées de brancardiers, de secouristes et d'infirmières. On comptera jusqu'à 145 000 équipiers, dont 35 000 pour la région parisienne. En parallèle, les conductrices-ambulancières (corps créé en 1939) assurent le transport des malades et autres blessés. Puis à la fin de la guerre, elles assureront le rapatriement de quelque 60 000 déportés.

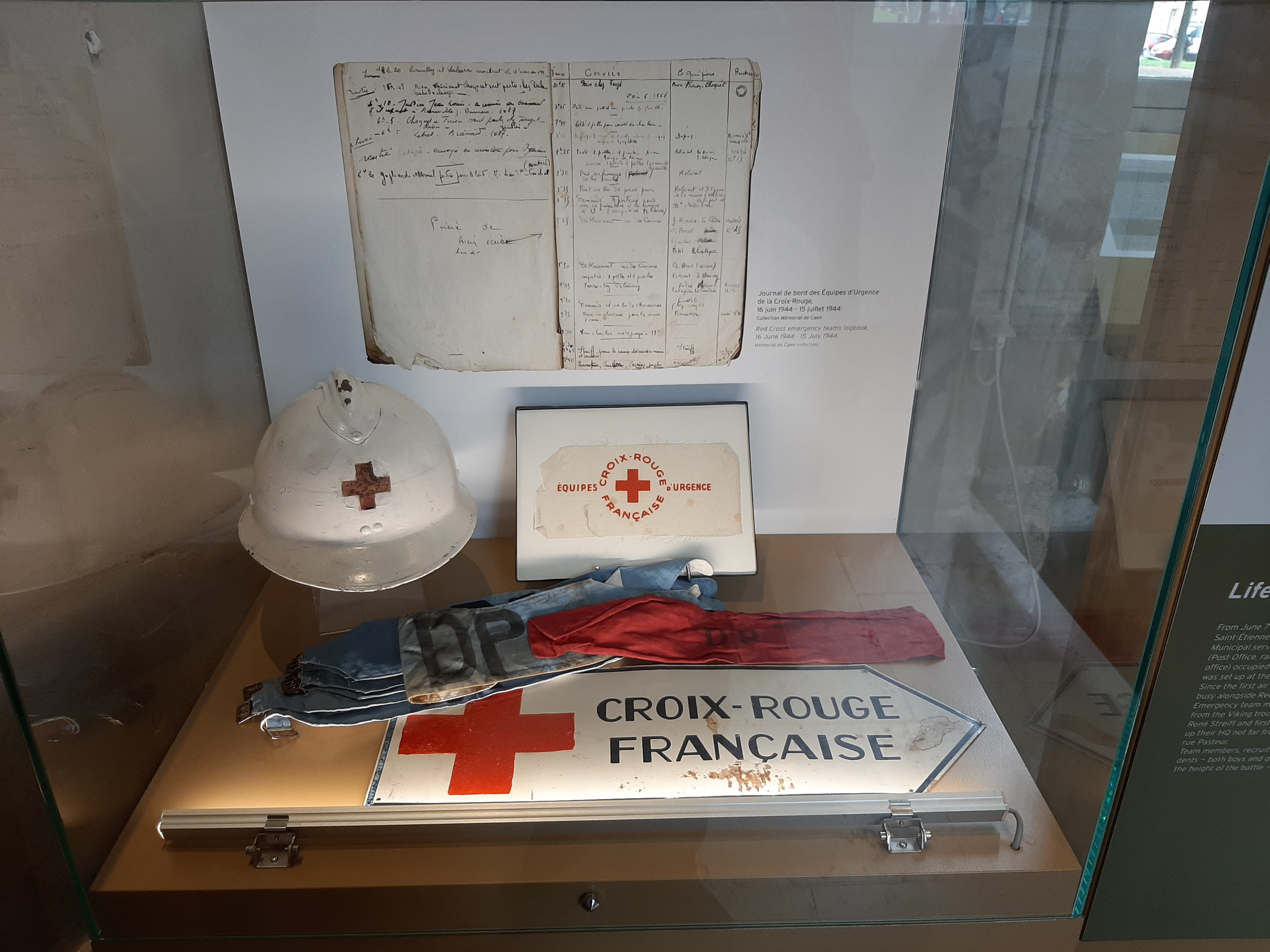
Objets de la CRF en Normandie durant l'été 1944 (musée à Caen).

En 1945, la Croix-Rouge française a perdu 414 personnes dont 294 infirmières, elle compte aussi 117 blessés et des dizaines de déportés. L'ordonnance no 45-833 du 27 avril de cette année confirme la nouvelle organisation de la CRF ainsi que sa reconnaissance d'utilité publique (JORF du 28 avril, page 2411). Son drapeau est décoré de l'Ordre de la Légion d'honneur et de la croix de guerre avec palme (citation à l'ordre de l'armée) pour ses actions en tant qu'Auxiliaire du Service de Santé aux Armées.
Depuis, la Croix-Rouge française a été de tous les grands évènements où une action sociale, humanitaire ou secouriste devait être menée.

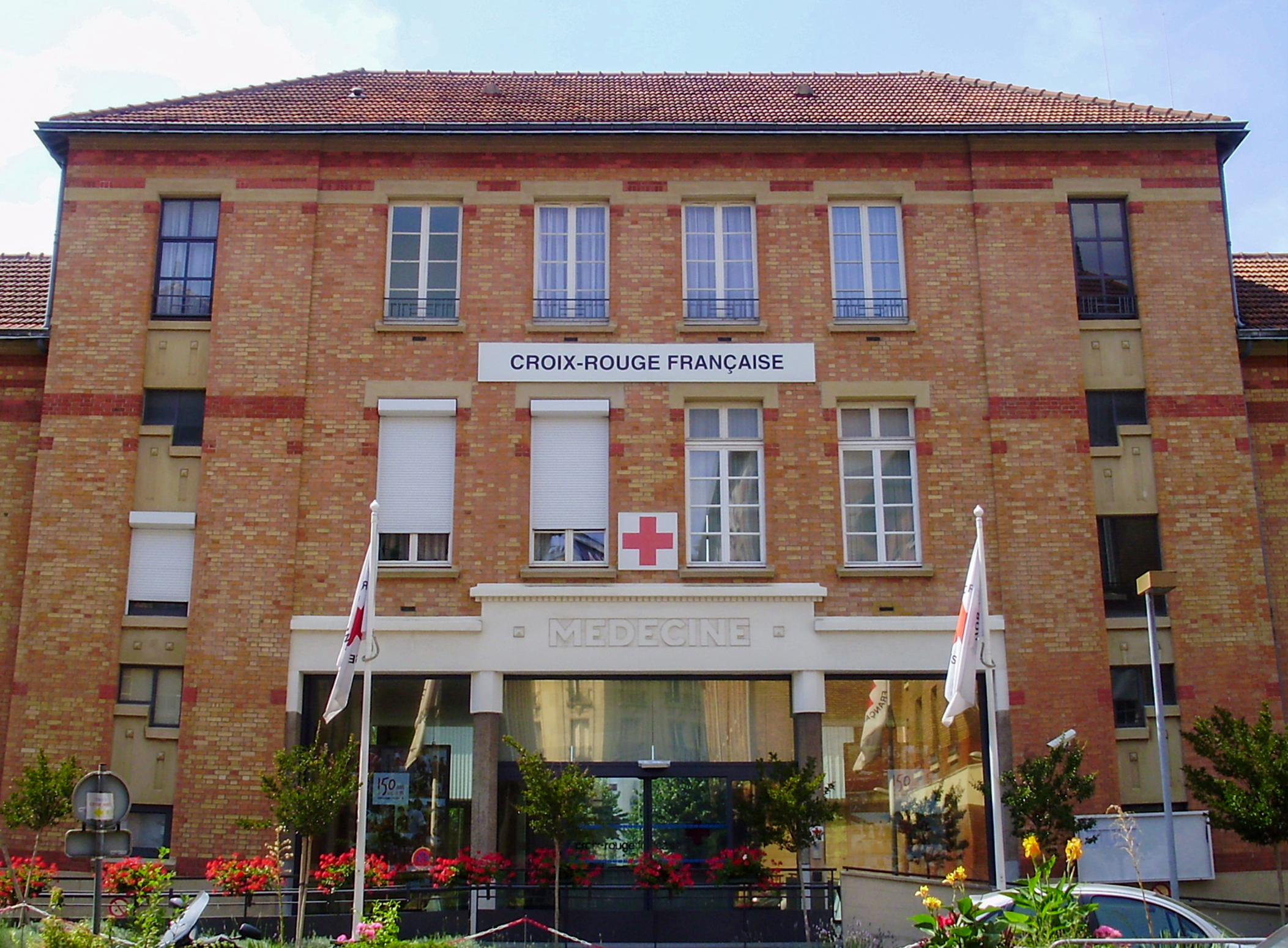
Siège social de la Croix-Rouge française, à Paris 14e, France, situé depuis 2007 au no 1 de l'allée Henry-Dunant, dans l'ancien hôpital Broussais.

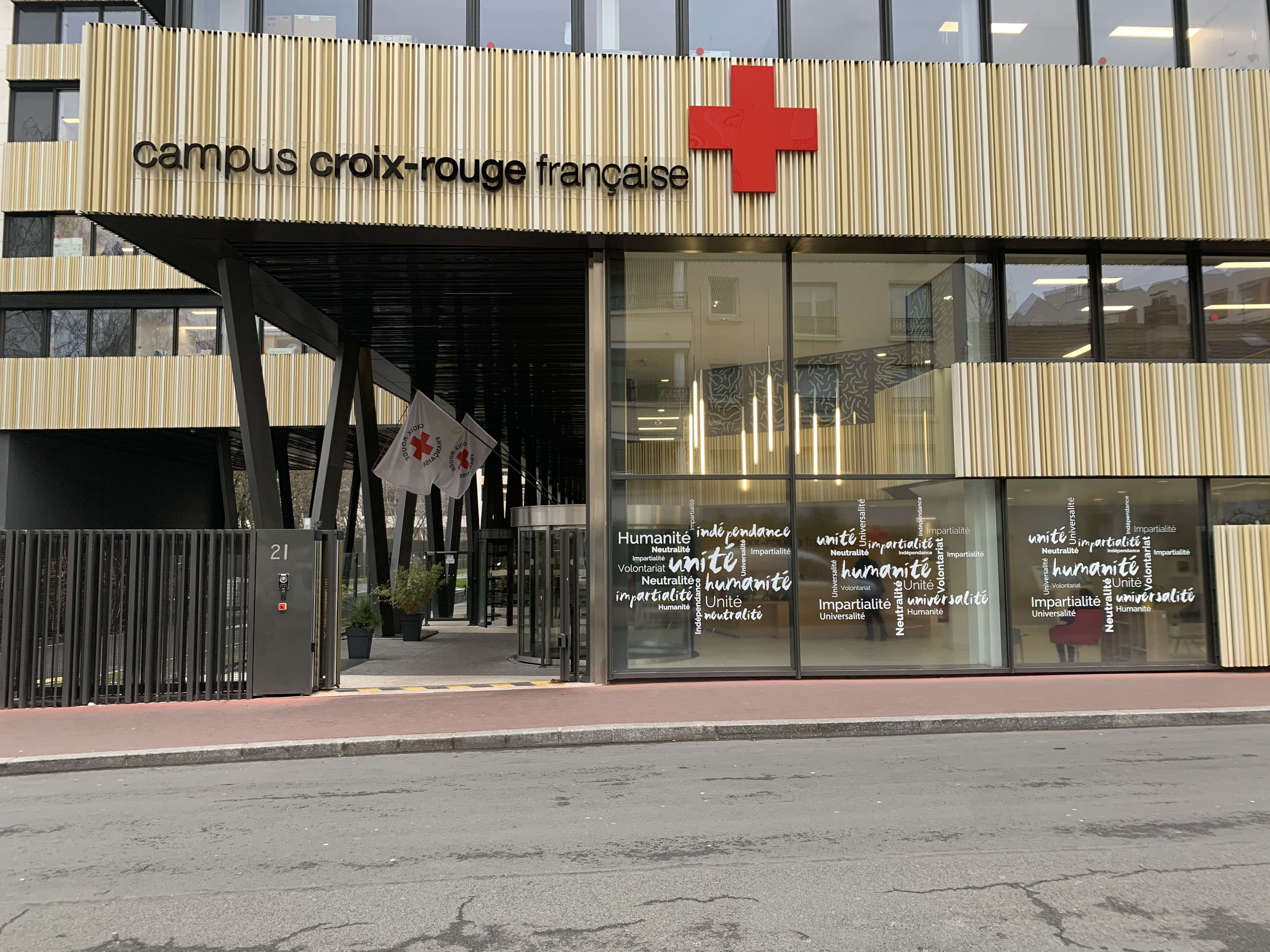
Campus de la Croix-Rouge française, à Montrouge, situé au 21 rue de la Vanne depuis juin 2019, regroupant les services administratifs et centraux.

### Dirigeants

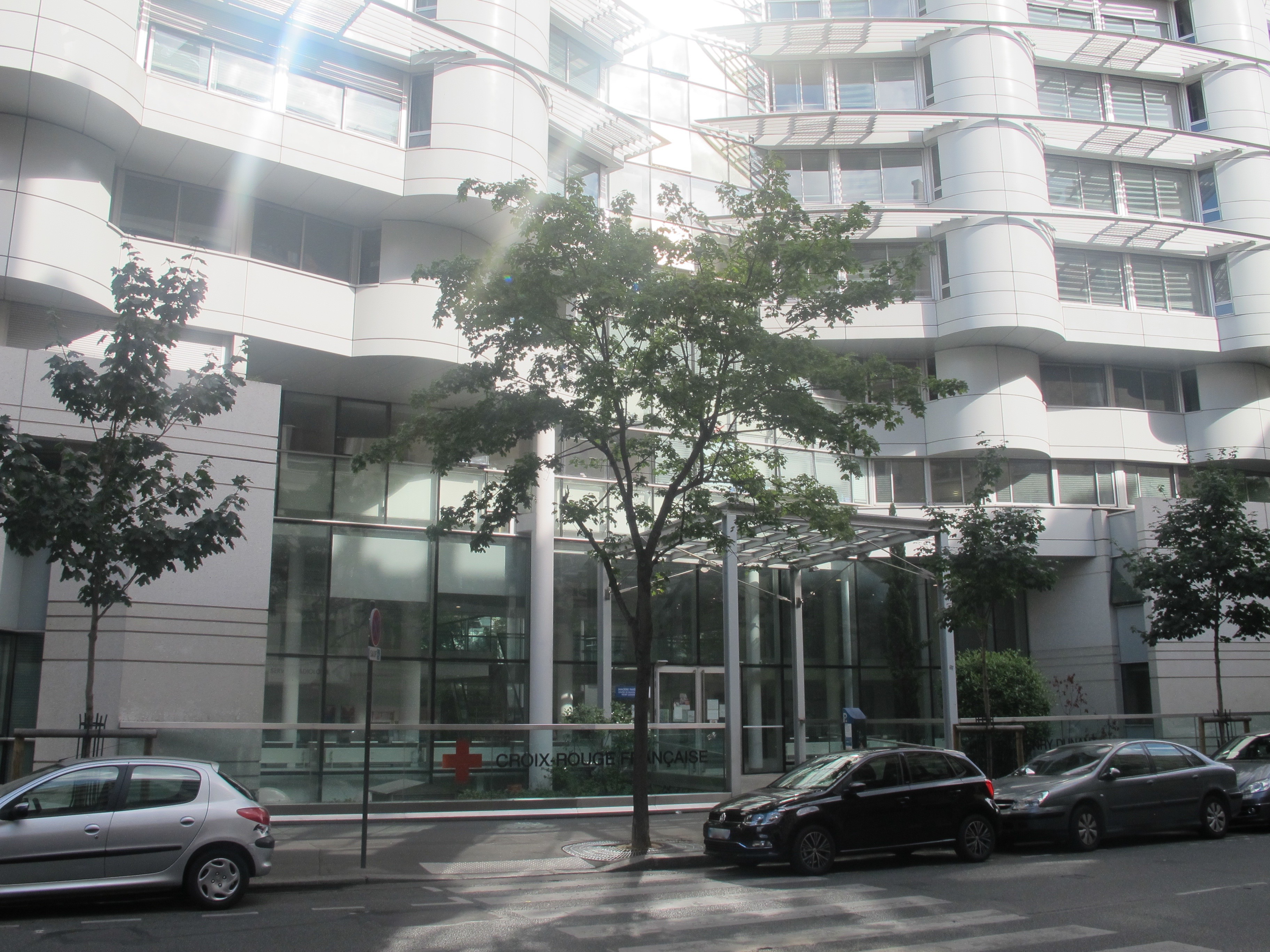
Hôpital Henry-Dunant, 95 rue Michel-Ange (16e arrondissement de Paris).

Elle a été dirigée par :
Société de Secours aux blessés militaires (SSBM)
- 1864-1869 : Anatole de Montesquiou
- 1869-1870 : général-Comte de Goyon
- 1870-1873 : Maurice de Flavigny, comte de Flavigny
- 1873-1886 : Louis d'Orléans (1814-1896), duc de Nemours et fils du Roi Louis-Philippe
- 1887-1893 : Maréchal de Mac Mahon, duc de Magenta et ancien président de la République
- 1893-1897 : Henri d'Orléans, duc d'Aumale et fils du roi Louis-Philippe
- 1897-1903 : général Davout, duc d'Auerstaedt
- 1903-1916 : Melchior de Vogüé
- 1916-1918 : Louis Renault
- 1918-1932 : général Pau
- 1932-1940 : Edmond de Lillers

Comité des dames de la Société de secours aux blessés militaires (CDSSBM)
- 1867-1869 : Clémence Niel, épouse du maréchal Adolphe Niel, appelée « Madame la maréchale Niel »
- 1869-1883 : Comtesse de Flavigny
- 1883-1888 : Marguerite d'Orléans, princesse Czartoryska (fille du duc de Nemours)
- 1888-1894 : Élisabeth de Mac Mahon, épouse du maréchal de Mac Mahon, duchesse de Magenta, appelée « Madame la maréchale de Mac Mahon »
- 1894-1898 : « Madame la générale » Février
- 1898-1907 : Pauline Oudinot, duchesse de Reggio, veuve du 3e duc de Reggio[37]
- 1907-1922 : Pauline d'Harcourt, comtesse d'Haussonville
- 1923-1926 : Magdeleine Lannes (1853-1930), veuve de Gustave Lannes de Montebello[38]
- 1926-1939 : Inès Lyautey, née Inès de Bourgoing, épouse puis veuve (1934) du maréchal Lyautey, appelée Madame la maréchale Lyautey
- 1939-1940 : Mlle Mathilde d'Haussonville (fille de la comtesse d'Haussonville)[39]

Association des dames françaises (ADF)
- 1879 : Dr Auguste Duchaussoy (1827-1918)[40]
- 1881-1906 : Comtesse Foucher de Careil, épouse puis veuve (1891) de Louis-Alexandre Foucher de Careil (ambassadeur et sénateur), née Maxence Amélie Fayaud de Vilgruy[41]
- 1907-1913 : Lucile Jaurès, née Julienne (1839-1940), veuve (1889) du vice-amiral Benjamin Jaurès qui fut député, sénateur et ministre, appelée « Madame l'amirale Jaurès »[42]
- 1913-1925 : Marguerite Carnot
- 1925-1940 : comtesse Raymonde de Galard
- 1940 : Madame Maurice de Wendel, née Andrée des Monstiers-Mérinville[43]

Union des Femmes de France (UFF)
- 1881-1906 : Emma Koechlin-Schwartz
- 1906-1920 : Suzanne Pérouse
- 1920-1926 : Madame Henri Galli, née Hélène Plésant
- 1926-1938 : Marie-Clotilde Barbier-Hugo
- 1938-1940 : Madeleine Saint-René Taillandier

Croix-Rouge française
- 1940-1941 : Pr Louis Pasteur Vallery-Radot
- 1941-1942 : Pr Louis Bazy
- 1942-1944 : Marquis Gabriel de Mun
- 1944-1945 : Comte Jacques de Bourbon Busset
- 1945 : Pr Louis Justin Besançon (vice-président Louis Milliot)
- 1946-1947 : Médecin général inspecteur Adolphe Sicé
- 1947-1955 : Georges Brouardel
- 1955-1967 : Ambassadeur André François-Poncet
- 1967-1969 : Médecin général inspecteur Raymond Debenedetti
- 1969-1978 : Marcellin Carraud
- 1979-1983 : Ambassadeur Jean-Marie Soutou
- 1984-1989 : Ambassadeur Louis Dauge
- 1989-1992 : Georgina Dufoix
- 1992-1994 : André Delaude
- 1994-1997 : Pierre Consigny
- 1997-2003 : Pr Marc Gentilini
- 2004-2013 : Pr Jean-François Mattei
- 2013-2021 : Pr Jean-Jacques Eledjam
- 2021-2025 : Philippe Da Costa
- Depuis 2025 : Caroline Cross[44]

## Structure et organisation
L'organisation fonctionnelle de la Croix-Rouge française distingue de manière claire les rôles dévolus à la gouvernance d’une part et au management de l’autre. Ce principe de séparation entre gouvernance et management se décline aux niveaux régional, départemental et local.

### Une double identité association - entreprise
« Tout à la fois société nationale du Mouvement Croix-Rouge, association, entreprise à caractère social à but non lucratif, auxiliaire des pouvoirs publics, la Croix-Rouge française est un acteur social et humanitaire majeur, au niveau local comme à l’international. »

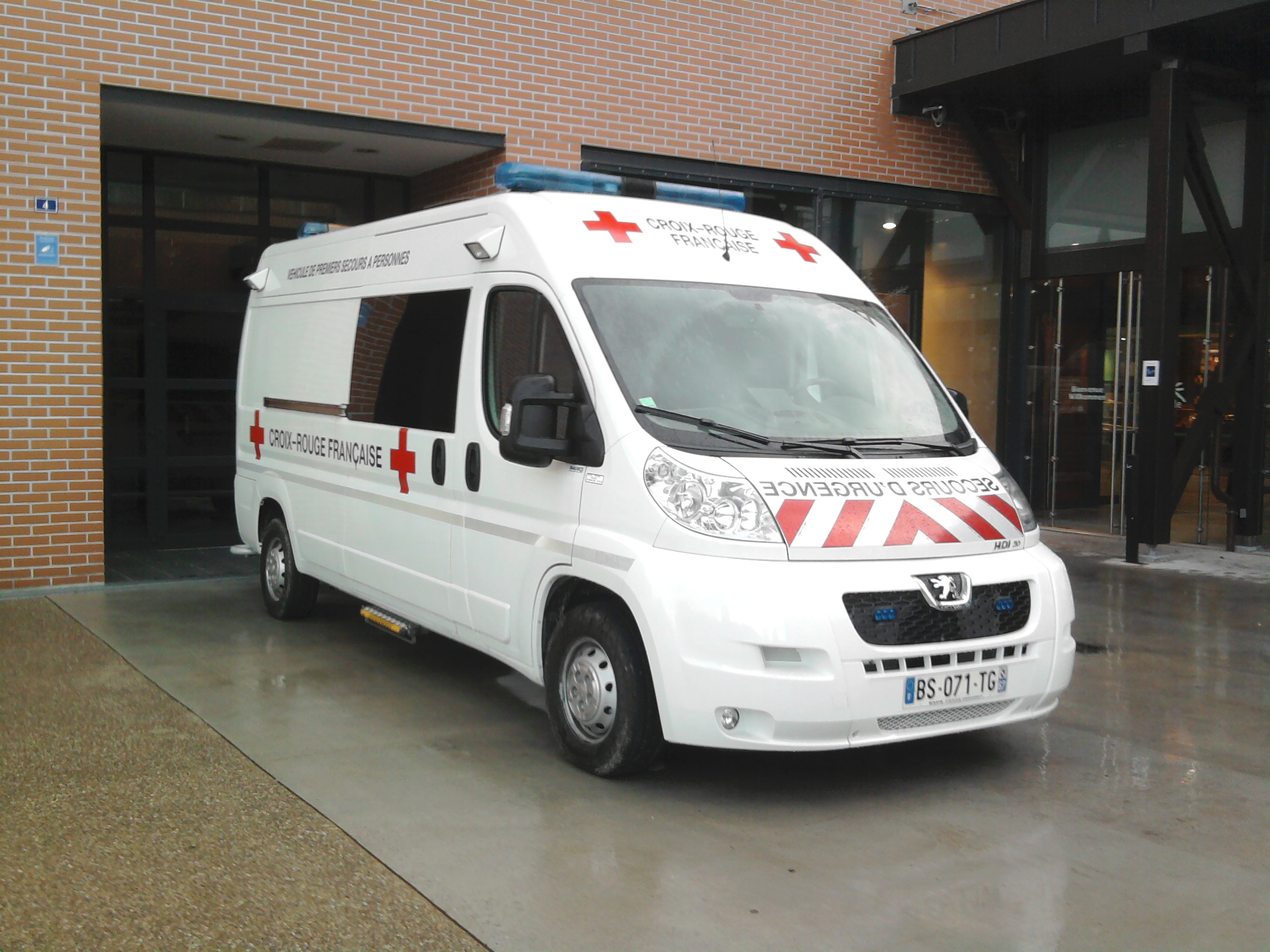
Peugeot Boxer de la Croix-Rouge.

Le conseil d'administration (CA) de la Croix-Rouge française est composé de 31 membres à voix délibérative, dont 28 sont élus par l'Assemblée générale et 3 sont nommés par le Conseil d'État, l'Ordre des médecins et l'Académie nationale de médecine. D'autre part, sont désignés par différents ministères et syndicats des membres avec voix consultative. Le mandat du CA est de quatre ans, les membres ne pouvant être élus que trois fois. Il élit le président de la Croix-Rouge française qui dirige ensuite l'association selon les décisions prises par le CA. Le président est statutairement bénévole.
Le président s'appuie sur les services centraux. Ils comptent cinq directions opérationnelles : direction de l'urgence et du secourisme, de l'action sociale, de la santé et de l'aide à l'autonomie, de la formation, des relations et des opérations internationales ; et six directions supports : direction de la communication et du développement des ressources, direction des systèmes d'information, direction des finances, direction de l'engagement et de la vie associative, direction des ressources et relations humaines, direction de l'audit interne.
Pour promouvoir son action auprès du public et lui permettre de faire appel au don en confiance, l’association adhère au Comité de la Charte.

#### Une association loi de 1901
La Croix-Rouge française est juridiquement une association, fidèle au principe fondateur de la loi de 1901, qui encourage les personnes à s'engager librement pour agir. Elle est ouverte à tous. Reconnue d'utilité publique en 1945, elle se fonde sur l'engagement de ses adhérents au travers d'une structure hiérarchisée de délégations géographiques qui laisse une grande part d’autonomie aux bénévoles.

#### Une entreprise
La Croix-Rouge française est également engagée dans une économie sociale de services à but non lucratif. Cette dimension moins connue repose pourtant sur un engagement déjà très ancien dans les secteurs de la santé, de l’aide sociale et de la formation. À ce titre, la Croix-Rouge française gère près de 600 établissements et emploie environ 18 000 salariés qui mettent leur professionnalisme au service des actions humanitaires de l'association. Il est à signaler qu'elle possède sa propre convention collective.

### Les directions régionales
Rattachée à la direction générale, la direction régionale assure le soutien et le développement des structures Croix-Rouge (délégations et établissements) présentes sur son inter-région et s’assure de leur bonne complémentarité opérationnelle en fonction des besoins locaux identifiés. Des pôles de services régionaux (PSR), chargés de la gestion des dossiers des délégations et des établissements de l’inter-région, sont placés sous l’autorité du directeur régional et rattachés aux instances nationales. Pour gagner en efficacité, la Croix-Rouge française s’est structurée en 9 inter-régions.

### Les délégations régionales
Dans sa circonscription, la délégation régionale est chargée d’organiser la coordination collégiale des délégations départementales et d’assurer la mutualisation de leurs moyens pour les actions conduites en commun. Le président de délégation régionale est le garant du projet collectif sur la région.

### Les délégations territoriales
La délégation territoriale est, dans sa zone d’action -le département-, le dépositaire de l’autorité du président national et du conseil d’administration. Elle veille à la mise en œuvre de leurs décisions, coordonne et anime l’action des unités locales du département. La Croix-Rouge française dispose de 96 délégations territoriales sur l’ensemble du territoire.
Le président de délégation territorial, élu parmi les membres du conseil territorial, s'entoure de responsables bénévoles :
- Directeur territorial de l'action sociale (DTAS) et ses adjoints éventuels
- Directeur territorial de l'urgence et du secourisme (DTUS) et ses adjoints éventuels
- Responsable territorial de la communication et du développement des ressources (RTCDR) et ses adjoints éventuels
- Responsable territorial de la jeunesse (RTJ) et ses adjoints éventuels
- Responsable territorial du soutien psychologique (RTSP) et ses adjoints éventuels
- Un pôle santé territorial composé d'un médecin, d'un infirmier, d'un psychologue (souvent le RTSP) et d'un pharmacien.

Certains départements centralisent à l'échelle départementale la gestion administrative et financière pour les départements ayant peu de structures locales.

### Les unités locales
L'unité locale est un regroupement géographique de bénévoles adhérents de l’association. Elle est chargée de l’action de proximité de la Croix-Rouge dans sa zone d'action, particulièrement dans les domaines de l’action sociale, de l’urgence et du secourisme. Ses adhérents élisent, pour quatre ans, un bureau local qui assure la gestion et l’animation des équipes de l'unité locale. La Croix-Rouge Française compte plus de 1 000 unités locales sur l’ensemble du territoire.
Dans le cadre du mandat 2012-2016 un nouveau cadre statutaire à l'échelle nationale est mis en place. Les trois objectifs de ce nouveau cadre statutaire sont :
- améliorer la couverture du territoire,
- adapter les structures aux situations territoriales,
- mieux répondre aux besoins des publics.

Afin d'améliorer la couverture du territoire et adapter les structures aux situations territoriales, un réseau d’unités locales est créé, appelées Maison Croix-Rouge ou Espace Croix-Rouge. Chaque unité locale peut créer un réseau d'équipes locales et/ou de correspondants locaux. De plus chaque établissement (sanitaires, médico-sociaux et sociaux) peut également créer son équipe locale.

## Domaines d'action
La Croix-Rouge française a organisé son action autour de cinq grands domaines : l'urgence et le secourisme, l'action sociale, la formation, la santé et l'action internationale.

### Urgence et secourisme
Chaque année en France, cinq millions de personnes sont victimes d’accidents nécessitant une intervention d’urgence.
Le secourisme est un domaine très encadré et réglementé, depuis la préparation des dispositifs jusqu’à leur déploiement. Les bénévoles sont formés et équipés dans un schéma de secours organisé par un même corps de pratiques. Les soins dispensés chaque année dans un des 12 467 postes de secours répondent autant à des blessures physiques qu’à des traumatismes psychologiques. À titre d’exemple, quand une catastrophe naturelle survient, la Croix-Rouge française apporte à la population sinistrée un soutien matériel (déblayage du site touché, mise en place d’hébergements d’urgence, distribution de vivres, etc.) mais aussi psychologique en engageant une relation personnelle avec les victimes et en mettant en place des parcours d’aide personnalisés.
Pour faire face, plus de 8 935 secouristes bénévoles Croix-Rouge sont mobilisés pour dispenser les premiers soins avant l’arrivée des services médicalisés. L'engagement civique de la Croix-Rouge va plus loin : tout au long de l’année, l'association œuvre à placer les citoyens au cœur de la chaîne de secours en leur dispensant des formations aux gestes qui sauvent.

#### Association agréée de sécurité civile
La Croix-Rouge française est une association agréée de sécurité civile (AASC) par le ministère de l'intérieur depuis 2006. Cet agrément national permet à la Croix-Rouge française d’être engagée immédiatement aux côtés des services publics lors de situations d’urgence (tempête, inondation, crise sanitaire, etc.)
Suivant les départements, les délégations territoriales de la Croix-Rouge française sont agréées pour tout ou partie des missions suivantes :
- A : opérations de secours (secours aux personnes et, selon les départements, sauvetage aquatique) ;
- B : actions de soutien et d'accompagnement des populations victimes d'accidents, sinistres ou catastrophes
- C : encadrement des bénévoles dans le cadre des actions de soutien aux populations ;
- D : selon les départements, D-Points d'alerte et de premiers secours (PAPS), D-Dispositif prévisionnel de secours de petite à grande envergure (DPS-PE à GE),D-PAPS ou D-PE à GE sécurité de la pratique des activités aquatiques.

La Croix-Rouge française a été retenue pour gérer le Centre européen de référence du Mouvement Croix-Rouge pour l’éducation aux premiers secours (CEREPS), devenu depuis 2012 le Centre mondial de référence des premiers secours (CMRPS).

#### Dispositifs prévisionnels de secours (DPS)
Le dispositif minimal, le point d'alerte et de premiers secours (PAPS)
Composé de deux équipiers secouristes (PSE 2) ou d'un équipier secouriste (PSE 2) et d'un secouriste (PSE 1). Leur matériel correspond à un lot C (un lot de premiers secours et un lot d'oxygénothérapie) plus un DSA (défibrillateur semi-automatique).
Le dispositif de petite envergure
Il est composé d'un seul poste de secours. Un poste de secours est composé au minimum d'une équipe de secours, et au maximum de deux équipes de secours et deux binômes.
Une équipe de secours est composée d'un chef d'équipe (formation interne de chef d'intervention) et de trois intervenants secouristes (trois PSE 2 ou deux PSE 2 et un PSE 1). Un binôme est composé de deux intervenants secouristes (deux PSE 2 ou un PSE2 et un PSE1).
L'association s'est dotée de formations internes, nécéssaire à l'exercice des responsabilités de chef d'intervention (chef d'équipe) et de chef de poste.
Le dispositif de moyenne envergure
Il est composé de deux ou trois postes de secours, et est coordonné par un chef de secteur.
Le dispositif de grande envergure
Il est composé de plusieurs secteurs de moyenne envergure. En pratique, son organisation diffère souvent des autres types de DPS, à cause du lieu de la manifestation (stade de football par exemple) et de la pluralité des acteurs du DPS (CRF, médecins, infirmiers, ambulanciers privés…).
Dans tous les cas de figure, une délégation qui n'arrive pas à assurer un DPS fait généralement appel aux autres délégations.
Dans le cas, des dispositifs de moyenne et grande envergure, le DPS est souvent un DPS départemental, voire national pour les plus grands (on peut citer notamment les Journées Mondiales de la Jeunesse), c'est-à-dire faisant appel aux bénévoles et aux moyens logistiques de tout le département ou de tout le territoire français (raves-parties, concerts géants, grands évènements sportifs tels que les Coupes du monde ou les Jeux olympiques pour ne citer que ces quelques exemples).
Ce type de dispositif est découpé en secteurs, chacun sous la responsabilité d'un chef de secteur, eux-mêmes sous la responsabilité d'un chef de dispositif.
Dans le cas d'un dispositif multi associatifs, un coordinateur inter associatif est nommé pour coordonner toutes les associations agréées de Sécurité Civile présentes sur le site.
À l'instar des autres associations de sécurité civile, la Croix-Rouge participe avec les Préfectures à l'organisation des secours en cas de catastrophes naturelles ou technologiques. Présente sur tout le territoire national, elle travaille en collaboration avec les professionnels des services d'urgence (sécurité civile, sapeurs-pompiers, SAMU) et participe aux dispositifs mis en place par les Préfets.
Le Réseau de Secours (PSR)
Dans plusieurs départements d'Île-de-France (Paris, Hauts-de-Seine, Val-de-Marne, Seine-Saint-Denis, Val-d'Oise, Seine-et-Marne, Essonne, mais également dans le Bas-Rhin, la Manche ou encore le Pas-de-Calais), la Croix-Rouge française participe aux secours d'urgence en tant qu'équipe de première intervention en se mettant au service du SAMU, de la BSPP ou du SDIS : dès l'appel d'un premier témoin, la Croix-Rouge française intervient ainsi à domicile et/ou sur la voie publique au même titre que la BSPP ou les SDIS (sapeurs-pompiers). Ces interventions se font avec un véhicule de type VSAV / VPSP. L'équipage est composé d'un conducteur titulaire du permis ambulance, d'un chef d'intervention (CI) et deux équipiers-secouriste. Les réseaux de secours ont lieu principalement les week-ends et jours fériés dans tous les départements cités ci-dessus voire les soirs de semaine pour certains d'entre eux, ou en journée lors d'un dépassement des moyens disponibles.
Depuis 2009, la Croix-Rouge française de Marseille expérimente, en collaboration avec le bataillon de marins-pompiers de Marseille, le réseau de secours sur la cité phocéenne. Chaque weekend, un équipier secouriste de la Croix-Rouge fait partie de l'équipage des marins-pompiers pour prendre part aux secours d'urgence. L'idée de cette expérience est de pouvoir, à long terme, structurer un véritable réseau de secours sur l'agglomération marseillaise.
Depuis 2018, dans certains départements, et sur demande du médecin régulateur du SAMU, les secouristes de la Croix-Rouge peuvent également réaliser des électrocardiogrammes (ECG) lors de leurs interventions, notamment lors des douleurs thoraciques.

#### Urgence

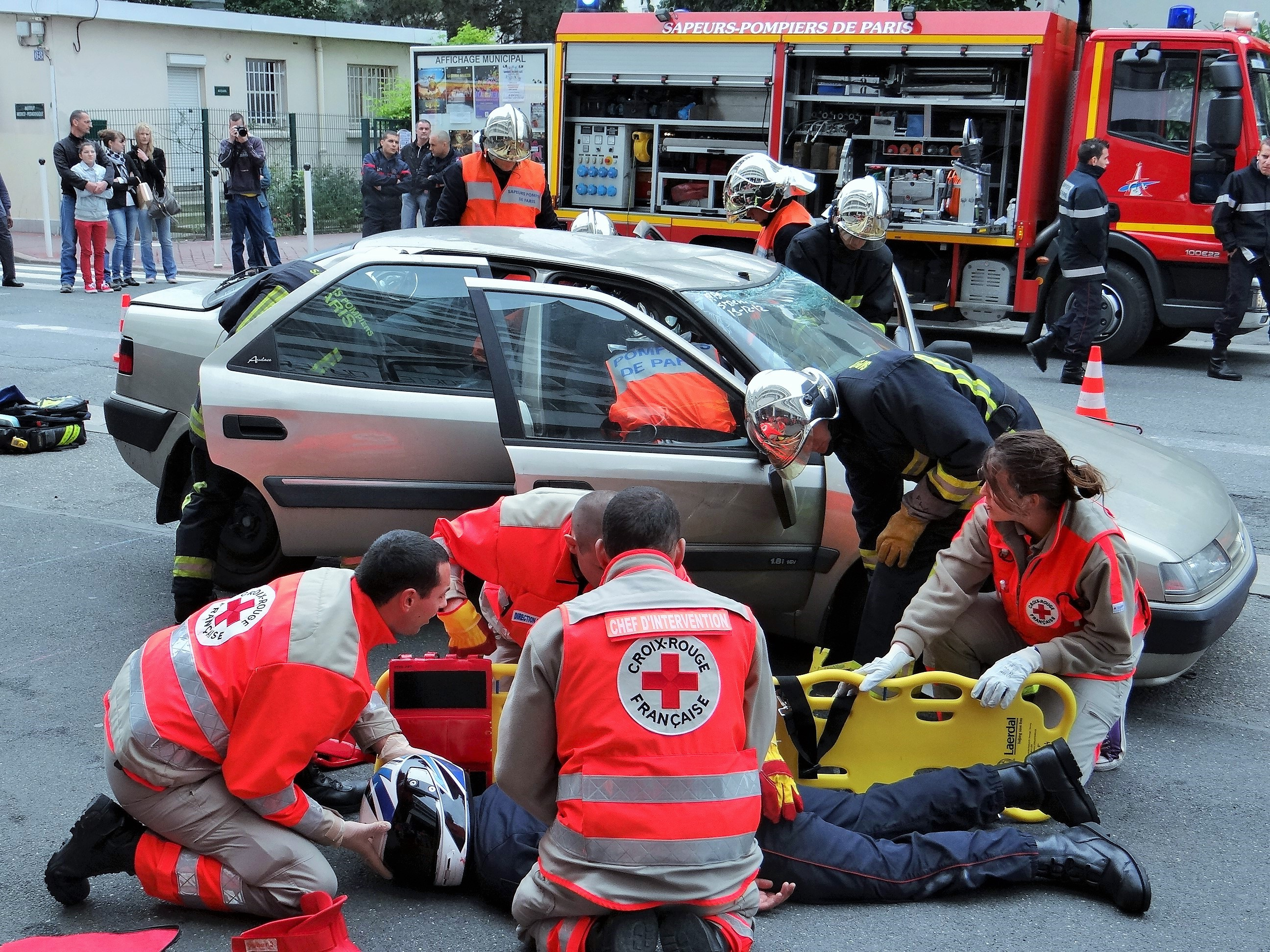
Une équipe de secours effectue une démonstration de secours à victime.

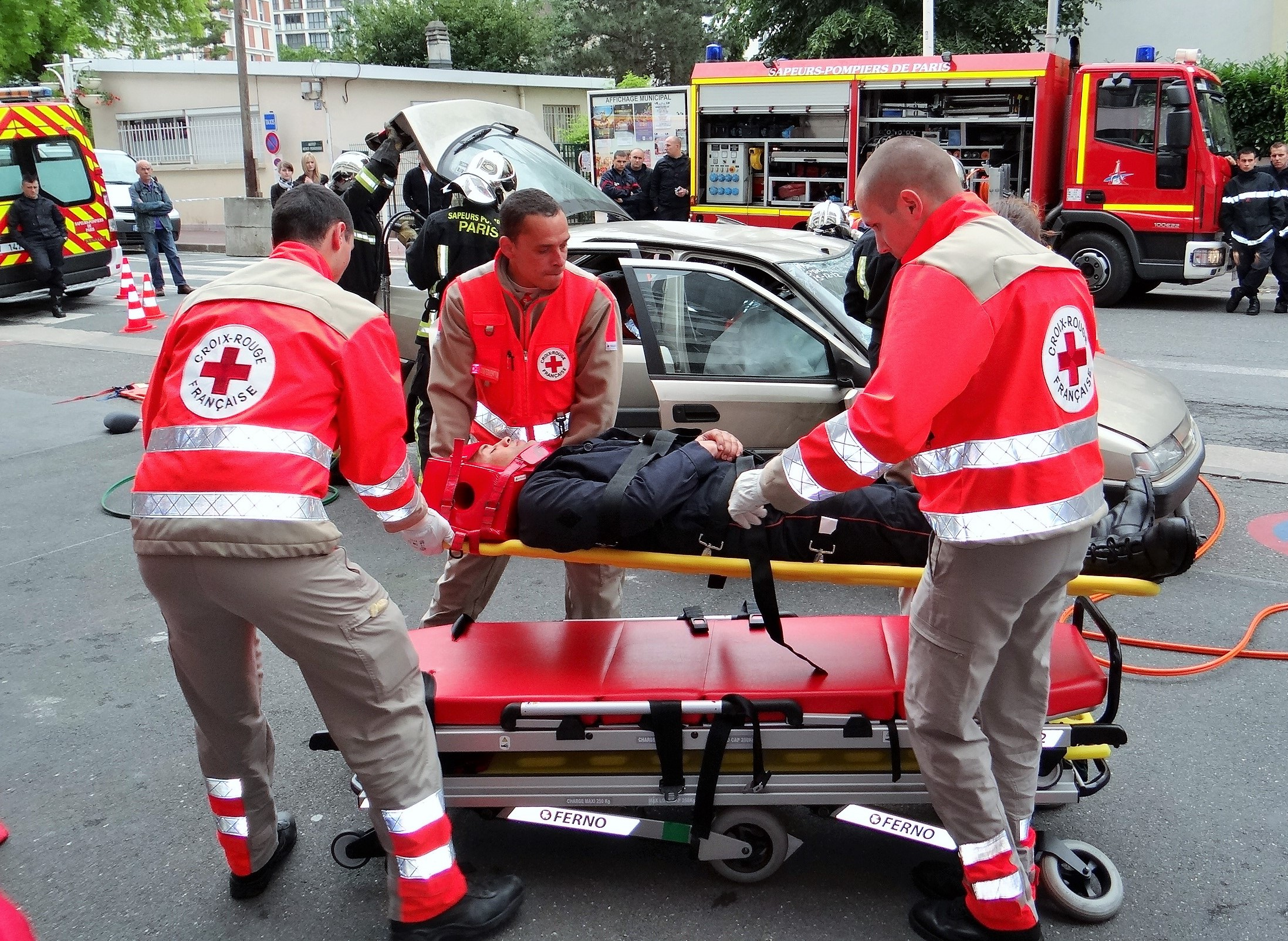
Démonstration d'évacuation de victime.

Grâce à ses 9 000 secouristes qui disposent de plus de 540 véhicules spécialisés (VPSP : Véhicules de premiers secours à personnes) et d'un réseau de télécommunications et d'alerte autonome garantissant leur mobilisation sur les lieux, elle agit en cas de catastrophes, qu'elles soient naturelles (inondations) ou accidentelles (déraillement, crash aérien, accident routier ou autoroutier) ainsi que dans l'accompagnement du public.
Peuvent lui être confié la mise en place :
- d'un poste médical avancé ;
- de la logistique d'une cellule d'urgence médico-psychologique ;
- d'une noria d'évacuation ;
- d'un centre d'hébergement d'urgence ;
- d'un centre d'accueil des impliqués ;
- d'une « zone vie » pour les intervenants ;
- de toute autre activité utile et restant dans ses principes ;
- d'un plan neige (ravitaillement des chauffeurs routiers ou de la population bloquée dans une tempête sur la route).

L'association a été présente dans la majorité des évènements touchant le territoire français ces dernières années et nécessitant une réponse de son ressort (réfugiés Ukrainiens, lutte contre le Covid, évènements climatiques, attentats, etc.)

#### La formation du grand public
Près de 20 000 personnes meurent chaque année, en France, d'accidents dans un environnement familier (à la maison, sur les routes, au travail…).
La Croix-Rouge participe donc à la promotion des gestes de premiers secours à travers :
- les Initiations aux Premiers Secours (IPS)
- les Initiations aux Premiers Secours Enfants & Nourrissons (IPSEN)
- le module premiers secours citoyen (PSC) (ex PSC1)
- d'autres formations plus ciblées (vers les jeunes enfants…)
- les initiations aux réductions des risques (IRR)
- les Gestes Qui Sauvent (GQS)

#### La prévention
Les premières minutes suivant un accident sont cruciales, notamment en ce qui concerne la prise en charge des victimes. Savoir comment réagir dans la panique et connaître les bons gestes à adopter fait souvent la différence en attendant la venue des secours. La Croix-Rouge française se mobilise pour faire progresser en France la culture des premiers secours, en formant notamment près d’un million de citoyens par an aux gestes qui sauvent. Préparer les citoyens à la survenue d’une catastrophe à caractère plus exceptionnel (catastrophe naturelle, accident industriel, crise sanitaire…) implique de sensibiliser chaque partie prenante aux actions à engager avant, pendant et après l’événement dramatique. C’est pourquoi un module spécifique « d’initiation à la réduction des risques » destiné au grand public est testé dans le réseau Croix-Rouge française depuis 2008.

#### Véhicules
Aujourd’hui, les véhicules sont majoritairement blancs marqués d’une bande jaune rétroréfléchissante. La mention « Croix-Rouge française » est portée sur les deux flancs du véhicule, ainsi que sur le capot et sur la vitre arrière. Depuis 2021, l'association a modifié le marquage de ses véhicules, afin de le rendre plus spécifiques et harmoniser son parc national. Selon les agréments départementaux, ils peuvent également disposer de gyrophares ou flash bleus ainsi que de sirènes type 2 tons. Même s'ils ne sont pas cités dans le code de la route, par extension, les véhicules des associations de sécurité civile rentrent dans la catégorie des véhicules d’intérêts généraux bénéficiant d’une priorité de passage lorsqu’ils sont munis de gyrophares et de deux tons et en fonction des missions pour lesquelles ils ont reçu un agrément de sécurité civile.[réf. nécessaire]

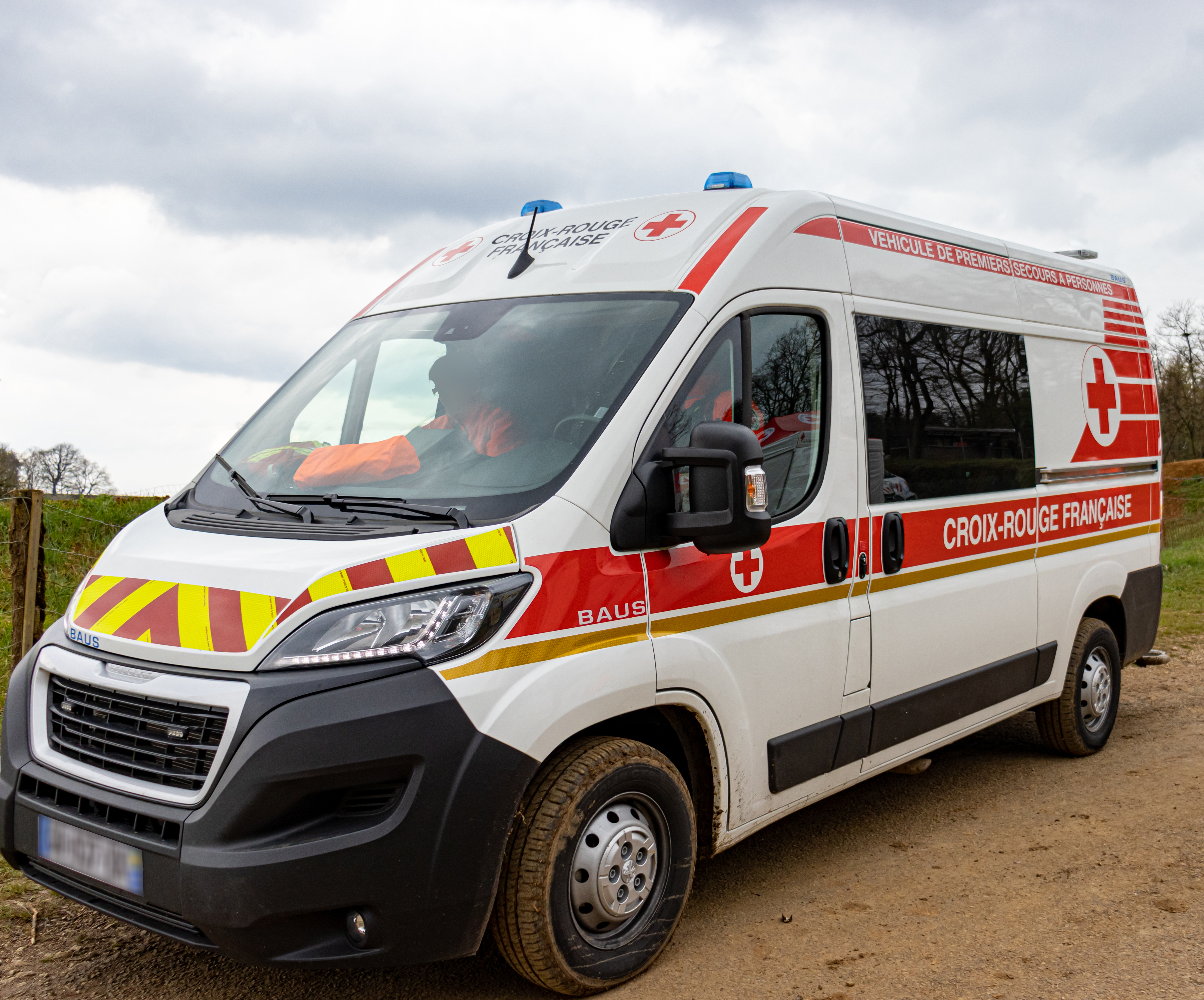
Un VPSP de la Croix-Rouge française de Besançon.

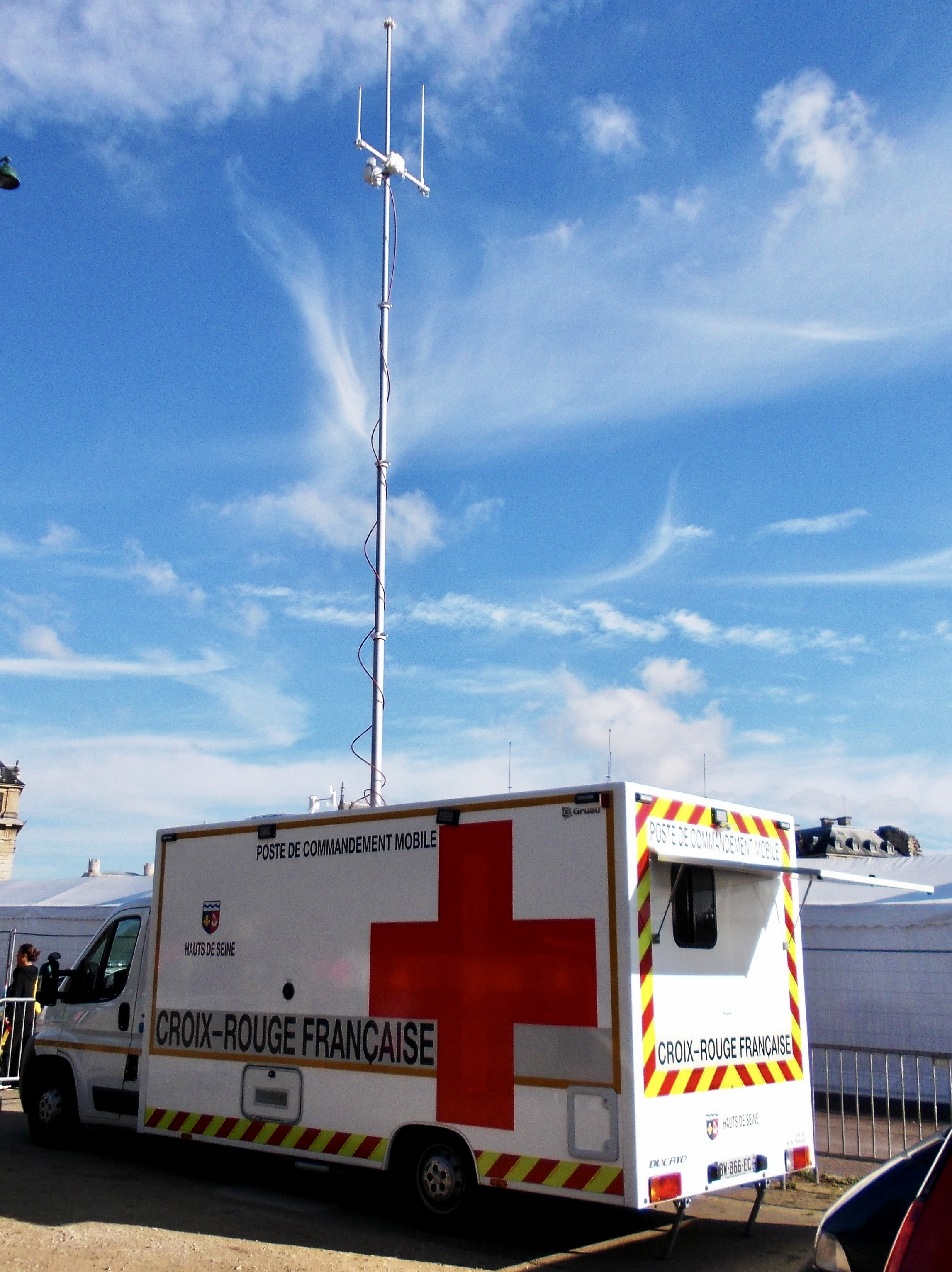
Un des postes de commandement de la Croix-Rouge française.

### Action sociale
L’exclusion naît d’une situation précaire, et la précarité ne se réduit pas à la pauvreté économique. Solitude, isolement, éclatement de la famille, difficultés personnelles ou sociales, absence de domicile, illettrisme, sont autant de menaces potentielles pouvant entraîner la rupture du lien social. La Croix-Rouge s’efforce de répondre en écoutant, aidant, hébergeant et accompagnant les plus démunis. Au-delà de l’aide sociale d’urgence, la Croix-Rouge française met l'accent sur la responsabilisation des personnes aidées pour favoriser leur insertion sociale.

#### Samu social
La Croix-Rouge française est reconnue comme le premier gestionnaire associatif d'équipes mobiles en France. L'association gère 132 Samu sociaux répartis sur 60 départements. Des milliers de bénévoles et salariés se mobilisent afin d'apporter soutien moral et aides matérielles de première nécessité aux personnes les plus précarisées. Elle participe également au renforcement de Samu sociaux qui ne sont pas gérés par elle tout au long de l'année.

#### Hébergement
Des solutions d'hébergement, allant de l'urgence à l'insertion, en passant par les structures destinées à l'accueil des demandeurs d'asile, sont proposées par la Croix-Rouge française. Elle gère plus de 45 structures ou services, qui représentent 1 500 places d'hébergement.

#### Aide alimentaire
La Croix-Rouge française, par l'action de ses délégations locales, gère 705 points de distribution alimentaire. Elle participe en cela à la distribution de nourriture aux plus démunis ; 1 023 791 de repas sont distribués chaque année. Dans les « épiceries sociales » (environ 100), en partenariat avec les services sociaux et en accord avec les bénéficiaires, elle vend à petit prix (de 10 à 30 % de la valeur réelle suivant l'état de besoin du bénéficiaire) des denrées alimentaires. Comme dans les Vestiboutiques, cette action permet de rompre avec la logique d'assistanat pure et de faciliter une « re-socialisation » des plus démunis.
L'unité locale de Montbrison a bâti un jardin solidaire pour donner des légumes frais aux bénéficiaires. Le réalisateur Ethan Atwood a réalisé un reportage sur le sujet en août 2016.

#### Aide vestimentaire

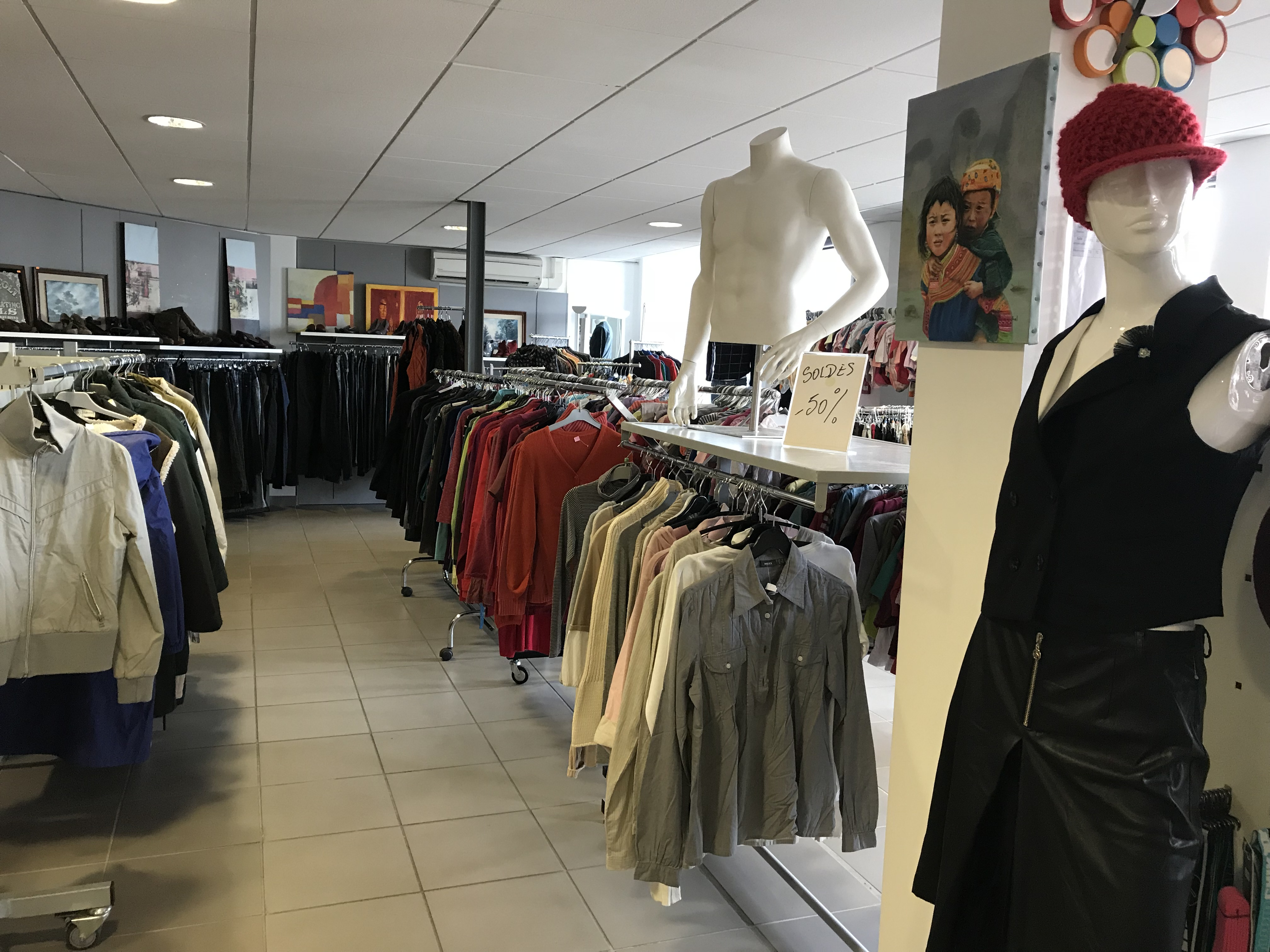
Une vestiboutique (qui fait également office de vestiaire).

Dans ce secteur d'activité, la Croix-Rouge française a choisi de développer deux concepts : le vestiaire et la Vestiboutique.
Dans les vestiaires, les bénéficiaires se voient remettre à titre de dépannage, gratuitement ou contre une participation symbolique, des vêtements en bon état, triés par les bénévoles.
Dans les Vestiboutiques, évolution du vestiaire, le bénéficiaire choisit, essaie et paye ses vêtements, comme dans n'importe quel magasin, à ceci près que le prix est très modique. L'objectif est de restaurer la dignité des bénéficiaires, tout en assurant l'urgence, puisque les personnes en grande précarité peuvent demander la gratuité.

#### Enfance - famille
Les missions assurées par les établissements de la filière enfance-famille visent à prévenir les risques d’exclusion sociale des enfants et des familles fragilisées. Prévenir les situations d’échec, promouvoir le droit à l’éducation pour les enfants en bas âge, accompagner leur socialisation, restaurer les liens parents-enfants, protéger les enfants victimes de violence ou d’abus, ce sont plus de 80 établissements Croix-Rouge (crèches, halte garderies, maisons d’enfants à caractère social, centre de protection maternelle et infantile, centres de placement, centres maternels, etc.) qui œuvrent au quotidien en faveur des enfants et des familles en difficulté.

#### Croix-Rouge Écoute
Créé en 1988, Croix-Rouge Écoute est un service de soutien psychologique par téléphone gratuit (les frais d'appels sont pris en charge par la Croix-Rouge), anonyme et confidentiel. C'est un espace de parole libre pour les appelants, qui ont pour interlocuteurs des bénévoles formés à ce mode de communication particulier. Alors que le dispositif recevait environ 100 appels par jour avant la crise du Covid-19, leur nombre a été multiplié par 10 pendant la période de confinement, et reste à un niveau élevé en post crise (300-350 appels par jour). Le nombre de bénévoles répondants a donc lui aussi augmenté, passant de 40 à 400.

#### Actions en milieu carcéral
La Croix-Rouge française a signé avec l'Administration pénitentiaire une convention-partenariat en 1999. Son action en milieu carcéral est diverse : « Croix-Rouge Écoute Détenus », formation aux premiers secours, accueil des familles en attente au parloir, participation à plusieurs commissions des établissements pénitentiaires, mise en place d'activités culturelles et sportives à destination des détenus, etc.
Elle a pour objectifs le maintien des liens familiaux, l'amélioration des conditions de vie en détention, la préparation de la sortie de prison puis l'insertion des anciens détenus.
La Croix-Rouge française accueille également environ un millier de personnes condamnées à des travaux d'intérêts généraux.

#### Action dans les quartiers en difficulté
Vers la fin des années 1990, la Croix-Rouge française a lancé un programme des modérateurs urbains afin d'être présente dans les quartiers en difficulté. Entre 1998 et 2005, une centaine de jeunes issus des quartiers les plus défavorisés ont été recrutés et formés puis nommés dans des antennes de proximité, au cœur des quartiers. Actuellement, aucun dispositif similaire ou comparable ne l'a remplacé.

#### Aide à l'alphabétisation
151 unités locales ont développé cette activité. Elle peut prendre différents visages : accompagnement scolaire, ateliers d'alphabétisation, cours de français langue étrangère, mais aussi écrivain public, aides pour les documents administratifs…

#### Microcrédit
La Croix-Rouge s'est lancée dans le développement du microcrédit personnel dans le but de faciliter l’insertion des personnes en situation de précarité, mais également de lutter contre le phénomène d’exclusion bancaire vécu au quotidien par celles-ci.

#### Précarité énergétique
La Croix-Rouge s'est engagée dans la lutte contre la précarité énergétique, voyant les demandes d'aides financières d'urgence fortement augmenter et ce phénomène social exploser. La Croix-Rouge intervient de trois manières : aides financières et médiation avec les fournisseurs d’énergie, repérage et orientation, plaidoyer pour une évolution des politiques publiques. En 2012, la Croix-Rouge française a rejoint l’Observatoire national de la précarité énergétique.

### Santé
Les efforts de la Croix-Rouge française portent en particulier sur l’accès aux soins pour les personnes en situation de précarité, les soins à domicile, les soins de suite et de réadaptation, l’hébergement médicalisé des personnes âgées dépendantes, la prise en charge des personnes handicapées, etc. Dans un souci d’efficacité, les établissements santé – autonomie de la Croix-Rouge française sont répartis en quatre filières distinctes.

#### Filière sanitaire
Comprenant 36 établissements répartis dans 28 départements, la filière sanitaire de la Croix-Rouge française se structure principalement en établissements de santé, en centres de santé médico-dentaires et en maisons des parents. Au sein de ses établissements, la Croix-Rouge française assure les prises en charge suivantes : soins de suite et de réadaptation polyvalents ou spécialisés (orthopédie, gériatrie, cardiologie, neurologie, pédiatrie) ; Psychiatrie infanto-juvénile en mode ambulatoire et en CMP ; Centres de Santé ; Court séjour. La filière sanitaire représente la première filière métier de la Croix-Rouge française et s’inscrit dans une dynamique d’amélioration de la qualité des prises en charge et d’adaptation aux évolutions réglementaires. En 2008, près de 400 000 journées d’hospitalisation ont été réalisées grâce à l’action des 3 327 salariés de la filière.

#### Filière handicap
La filière handicap comprend environ 80 établissements répartis dans 28 départements et se décompose en trois sous-filières ; handicap enfants, handicap adultes et travail protégé. Environ 3 000 enfants et adultes sont accompagnés en établissements ou services par les 2 434 salariés de la filière. Les établissements de la filière handicap sont aujourd’hui confrontés à une mutation majeure inscrite dans la loi de février 2005. La diversification des parcours d’accompagnement individualisé des personnes en situation de handicap est désormais une priorité. Il s'agit de diversifier et d'adapter les modes d'accueil afin d'accompagner les personnes atteintes d'un handicap à tous les âges dans un projet de vie individualisé.

#### Filière domicile
La filière domicile vient chaque année en aide à près de 56 000 personnes se trouvant en perte d’autonomie, qu’elles soient âgées, handicapées, malades ou dans une situation ponctuelle difficile. Se structurant en services d’aide et de soins répartis dans 40 départements et près d’une centaine de villes, la filière comprend 129 services et 38 antennes de proximité et emploie 3 341 salariés. Les prestations réalisées s’inscrivent dans la recherche d’un continuum de service d’aide et de soins favorisant le soutien à domicile dans le respect du libre choix des usagers et de leurs aidants naturels.
Parmi les structures liées aux activités à domicile, la Croix-Rouge française distingue : les services d'hospitalisation à domicile (HAD), les centres de soins infirmiers (CSI), les services d'aide et d'accompagnement à domicile (SAAD), les services de soins infirmiers à domicile (SSIAD). Par ailleurs, La Croix-Rouge française a inauguré son premier service polyvalent d’aide et de soin à domicile (SPASAD) à Villeurbanne (Rhône).

#### Filière personnes âgées
En plus de l’accompagnement des personnes atteintes par la maladie d’Alzheimer, l'association apporte un soutien concret aux personnes pour qui l’âge est un facteur de précarisation. L’allongement de la durée de vie implique en effet le développement de services de qualité adaptés aux besoins des personnes âgées. Fragilisées par leur âge et souffrant parfois de solitude, beaucoup sont dépendantes d’autrui pour leur vie quotidienne. Au-delà de l’hébergement et du soutien matériel, la Croix-Rouge française s’attache à apporter un réconfort moral et social à chaque personne prise en charge. Comprenant 37 établissements répartis dans 28 départements, l’offre nationale de la filière est positionnée sur tous les types d’accompagnement : hébergement permanent, temporaire, accueil de jour et structures sanitaires. La filière métier de la Croix-Rouge française s’inscrit dans une optique de développement d’alternatives à l’hébergement permanent. Près de 3 300 personnes âgées sont accompagnées chaque année par les 1 712 salariés de cette filière.

### Formation[72]

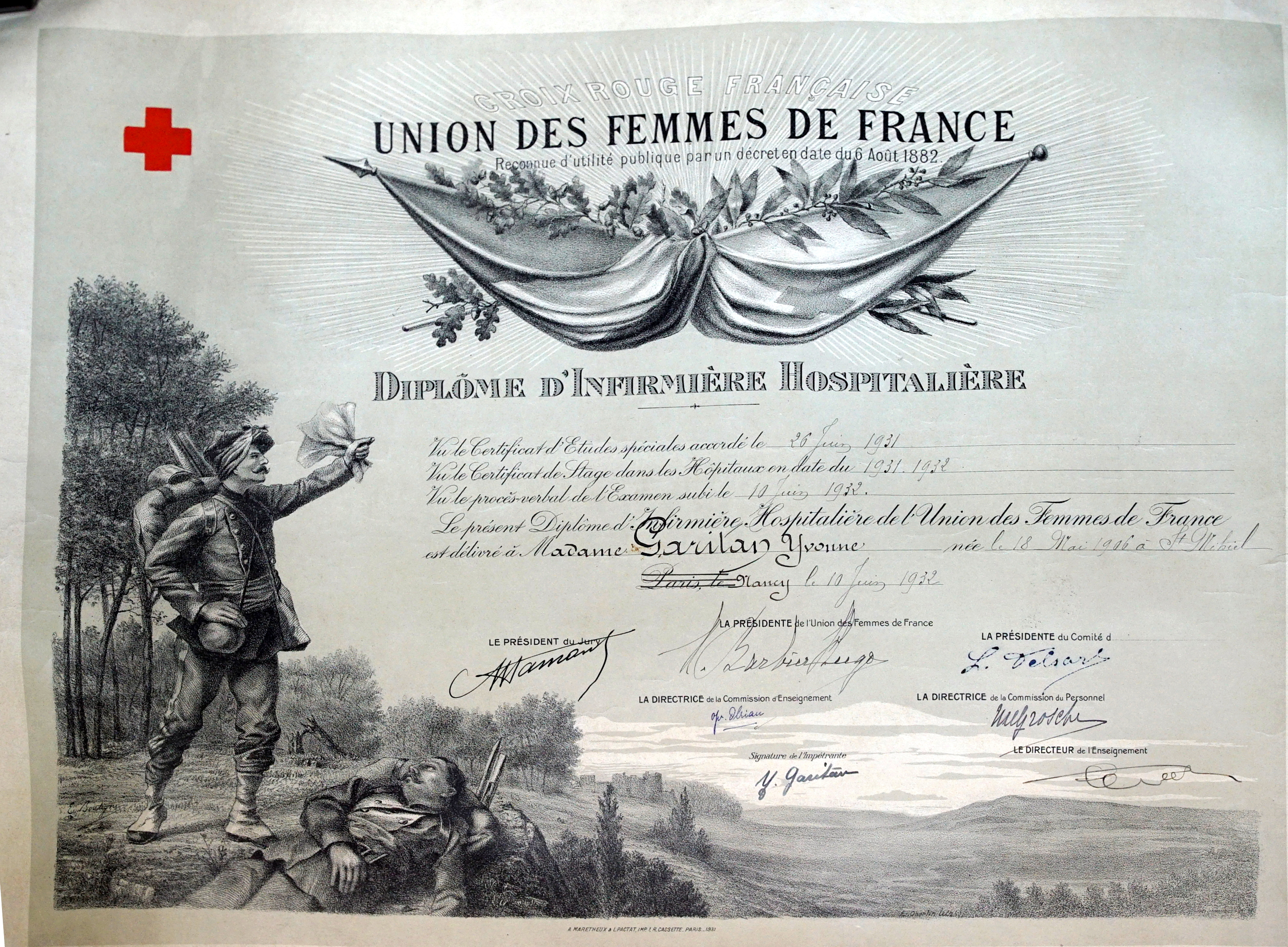
Diplôme d'infirmière de 1932 délivré à Nancy.

Pionnière dans la formation d’infirmières, la Croix-Rouge est aujourd’hui le premier formateur privé en soins infirmiers. Chaque année, la Croix-Rouge française forme plus de 17 000 étudiants qui seront amenés à travailler en France dans le champ sanitaire et social : infirmiers, puéricultrices, ambulanciers, cadres de santé, assistant(e)s de service social, kinésithérapeutes, etc. Cette pluralité des enseignements dispensés permet d’assurer une meilleure transversalité par le biais de passerelles pédagogiques d’une formation à l’autre. Outre l’enseignement de compétences techniques, la Croix-Rouge française accorde une place importante au développement des qualités relationnelles de ces futurs professionnels. La Croix-Rouge française intervient également dans le secteur de la formation professionnelle aux salariés dans le domaine de la prévention des risques et des premiers secours au travail.
- 144 établissements de formation sanitaire et sociale.
- 18 500 personnels de santé formés chaque année.
- 463 000 personnes initiées aux « gestes qui sauvent » dans le cadre des JDC.
- Plus de 100 000 salariés formés à la prévention des risques et à la sécurité au travail chaque année.

#### Les Croix-Rouge Compétence (IRFSS)
Depuis la loi de décentralisation de 2004, qui accorde les compétences en matière de formations aux régions, les écoles et instituts Croix-Rouge française sont regroupés en 20 instituts régionaux de formation sanitaire et sociale (IRFSS). Les centres départementaux de formation professionnelle (CDFP) ont par ailleurs été intégrés aux IRFSS.
En 2022, les IRFSS sont renommés Croix-Rouge Compétence 
L’offre de formation Croix-Rouge française
- 33 instituts de formation en soins infirmiers
- 33 instituts de formation d’aides-soignants
- 15 instituts de formation d’auxiliaires de puériculture
- 2 écoles de puériculture
- 4 écoles de cadres de santé
- 9 instituts de formation d’ambulanciers et auxiliaires ambulanciers
- 1 institut de formation de Masseur-Kinésithérapeute
- 7 écoles d'assistant de service social
- 4 écoles de médiateur familial
- 12 écoles d'auxiliaire de vie sociale
- 1 école d'éducateur spécialisé
- 1 école de moniteur éducateur
- 4 écoles de technicien de l'intervention sociale et familiale
- 6 écoles de secrétaire médical et médico-social
- 2 écoles d'assistant familial
- 1 école d'éducateur de jeunes enfants
- 1 unité de formation au CAP Petite Enfance
- 1 unité de formation au CAFERUIS
- 1 école aéronautique formant au certificat de formation à la sécurité, diplôme nécessaire pour postuler chez les compagnies aériennes (stewart, hôtesse de l'air…).

#### Des formations adaptées aux spécificités locales
Afin de répondre au mieux aux besoins locaux, la Croix-Rouge française propose sur l'ensemble du territoire des formations initiales et continues.
La Croix-Rouge française tend à faire de ses IFRSS des pôles de compétences reconnus par spécialité : chaque institut proposera un tronc commun, tout en disposant d’une spécialisation inhérente à la réalité sanitaire régionale.

#### La formation professionnelle
La Croix-Rouge française s’est également imposée comme un acteur incontournable dans le champ de la formation professionnelle. Le pôle prévention des risques et premiers secours a ainsi pour mission de répondre aux besoins des entreprises, organismes et collectivités. En plus de contribuer à rehausser le niveau de sécurité et de bien-être des salariés, elle permet d’accroitre la rentabilité de la structure, en limitant notamment les coûts liés aux accidents du travail et aux maladies professionnelles. Elle s’adresse à tout salarié d'entreprise publique ou privée : petite entreprise, PME, grand groupe ou établissement public.
Les centres de formation professionnelle proposent un large choix de formations répondant aux exigences des environnements professionnels les plus variés :
- Sauvetage-secourisme du travail et recyclage (SST) ;
- Premiers secours citoyen (PSC) et recyclage (PSC)  (ex PSC1);
- Formations à la défibrillation automatisée externe ;
- Urgences pédiatriques ;
- Prévention des risques liés à l’activité physiques (PRAP) ou gestes et postures.

### Action internationale[73]
Lutte contre le sida, réhabilitation des systèmes d’accès à l’eau potable, soutien à la reconstruction de logements, rétablissements des liens familiaux… la Croix-Rouge française, en coordination avec le réseau mondial des sociétés nationales de la Croix-Rouge et du Croissant-Rouge, est particulièrement active à l’international.

#### Urgence et développement
La Croix-Rouge française s'est dotée depuis 2002 d’équipes de réponse aux urgences humanitaires (ERU) capables d’intervenir en moins de 48 heures partout dans le monde. Les équipes sont opérationnelles sur le terrain pour une durée minimum de 15 jours consécutifs. Ces ERU sont spécialisées en eau et assainissement, en soins médicaux, abris ou logistique et répondent aux premiers besoins des victimes.
Afin d'améliorer la préparation et la réponse aux catastrophes, trois plateformes d'intervention régionale (PIR) ont été mises en place :
- la PIROI pour l'océan Indien
- la PIRAC pour la zone Amérique - Caraïbes
- la PIROPS pour l'Océanie et le Pacifique sud

En plus de l’aide matérielle apportée, l'action d’urgence prend aussi d’autres formes tout aussi cruciales : aide au rapatriement, soutien psychologique aux victimes, recherche de personnes disparues, intervention dans les camps de réfugiés. Au-delà de l’urgence, l'ambition de la Croix-Rouge française est de mener une action humanitaire durable, résolument inscrite dans les objectifs du millénaire définis par les Nations unies, en particulier dans le domaine de la santé. En concertation avec les pouvoirs publics locaux, l'association œuvre à la reconstruction d’infrastructures médicales, sociales et éducatives : dispensaires, habitations, écoles, réseaux d’eau et d’assainissement. Ce soutien est prolongé de formations sanitaires et d’enseignements visant à préparer les populations locales à mieux affronter d’éventuelles futures catastrophes.

#### Activités destinées à la santé
Le programme initiative santé
Lancé en 2006 par la Croix-Rouge française, ce programme a pour objectif d'améliorer la prise en charge sanitaire des populations africaines les plus vulnérables. L'initiative santé vise le renforcement des capacités techniques des sociétés nationales en protégeant l'existant : en soutenant les établissements dans la gestion et le financement afin d'améliorer la qualité des soins et renforcer les ressources humaines paramédicales du pays.
Améliorer l'accès aux soins
Afin de répondre aux objectifs du millénaire pour le développement (OMD), la Croix-Rouge française a développé une expertise à l'international en matière de santé primaire, santé maternelle et infantile, nutrition et premiers secours et santé communautaire. L'association tente de renforcer les systèmes de santé par l'amélioration :
- de l'offre de soins : infrastructures, technologies, médicaments, activités préventives ;
- des ressources humaines : formation, affectation, rémunérations, conditions de travail ;
- de la gestion des services de santé : supervision et évaluation des activités, gouvernance, financement ;
- de l'information, l'éducation, la communication : promotion de la santé.

#### Un engagement particulier dans la lutte contre le VIH/sida
Depuis 1998, la lutte contre le VIH/sida est un engagement prioritaire dans les pays d’Afrique francophones touchés par le virus. La Croix-Rouge française a développé quinze centres de traitement ambulatoire (CTA) dans de nombreux pays. Ce sont des hôpitaux de jour spécialisés dans la prise en charge de l’infection VIH : dépistage, traitement, distribution d’antirétroviraux, éducation thérapeutique, accompagnement psychologique… Ces centres sont intégrés aux hôpitaux publics et gérés par une équipe de soignants professionnels locaux. Ainsi, depuis plus de 10 ans, 40 000 malades ont pu bénéficier de soins et traitements.

#### Droit international humanitaire
Le droit international humanitaire (DIH) - aussi appelé « droit de la guerre » - est un ensemble de règles qui protègent les populations lors de conflits armés. Il régit le traitement des blessés, interdit les attaques contre les civils et l'utilisation de certains types d'armes et assurent la protection des non-combattants (services médicaux, prisonniers).
La Croix-Rouge française cherche à faire la promotion du droit international humanitaire à travers la mise en place de deux jeux : le Limito et le Raid Cross.
Le Limito est un jeu de société type jeu de l'oie avec des questions, et dont le but n'est pas d'arriver premier, mais de faire le parcours (représentant une situation de guerre) en respectant le droit international humanitaire. Il s'adresse à des enfants de 8 à 14 ans.
Le Raid Cross est un jeu de rôle de grande envergure, plutôt destiné au plein air, dans lequel les joueurs imitent des situations de guerres et doivent agir dans le respect du droit humanitaire ou dénoncer sa non-application. Il s'adresse à des enfants de 12 à 18 ans.

#### Le rétablissement des liens familiaux (RLF)

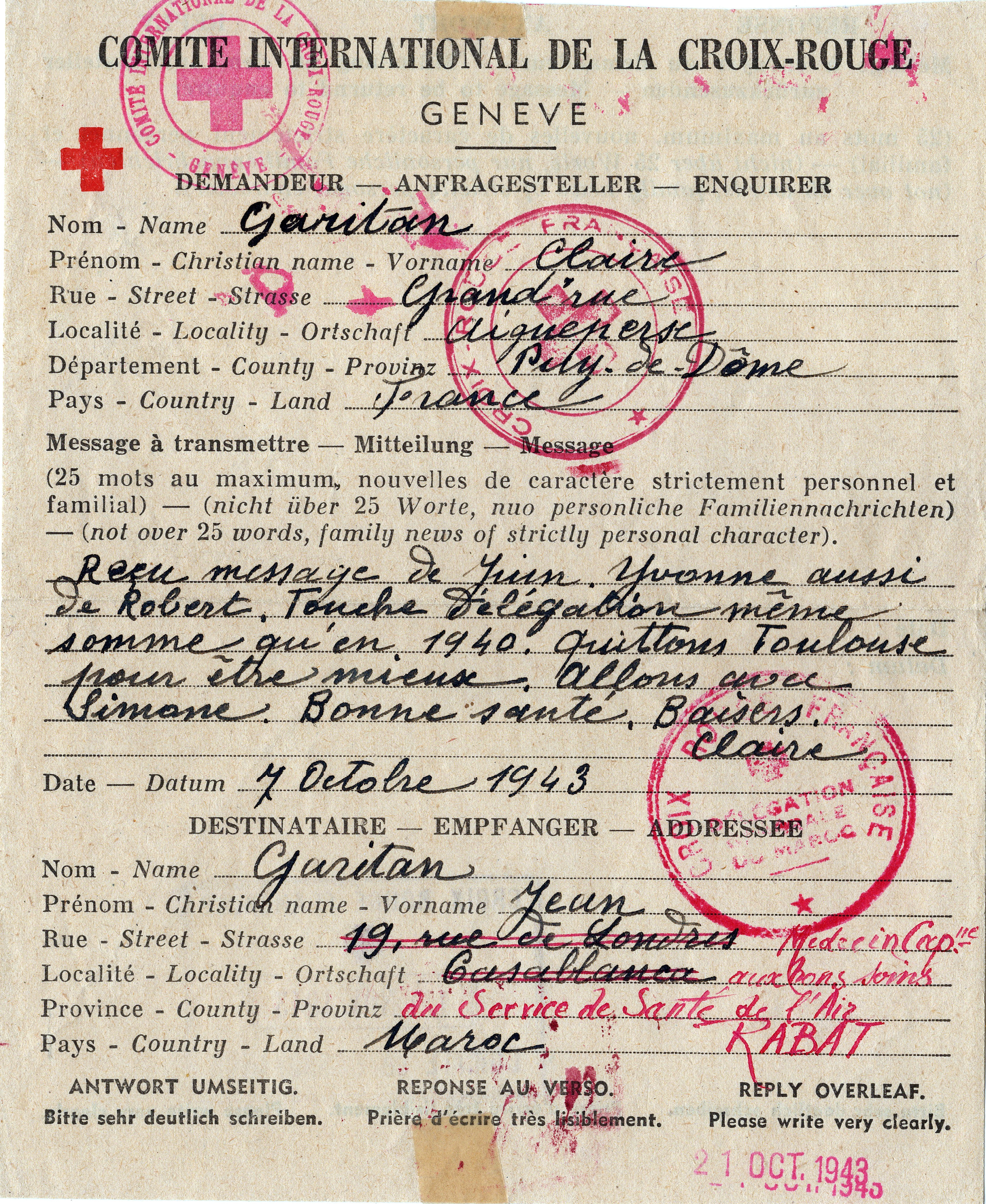
Exemple de courrier acheminé par la Croix-Rouge en 1943.

Ce service, qui travaille en étroite collaboration avec le Comité international de la Croix-Rouge, joue un rôle d'intermédiaire auprès de familles séparées, s'efforçant notamment de retrouver la trace de personnes disparues, en France et à l'étranger. Ce service est gratuit et intervient auprès des personnes séparées lors de conflits armés et de catastrophes naturelles. Depuis la création du service en 1959, la Croix-Rouge française a instruit plus de 40 000 dossiers.

## Financements
Les actions de la Croix-Rouge sont financées à 43 % par des dons publics, mais également par des financements ou des subventions publics ou privés. L'association a rejoint le comité de la charte de déontologie des organisations sociales et humanitaires faisant appel à la générosité du public (le label « don en confiance »), qui contrôle les appels publics aux dons des associations, et a été certifiée par 2 grands cabinets indépendants de commissaires aux comptes en 2016. Ses comptes sont publiés annuellement.
Les levées de fonds organisées par la Croix-Rouge prennent notamment la forme des journées nationales (quête annuelle), vente de muguet, fundraising, etc.

## Ordre et décorations

### Bénévoles

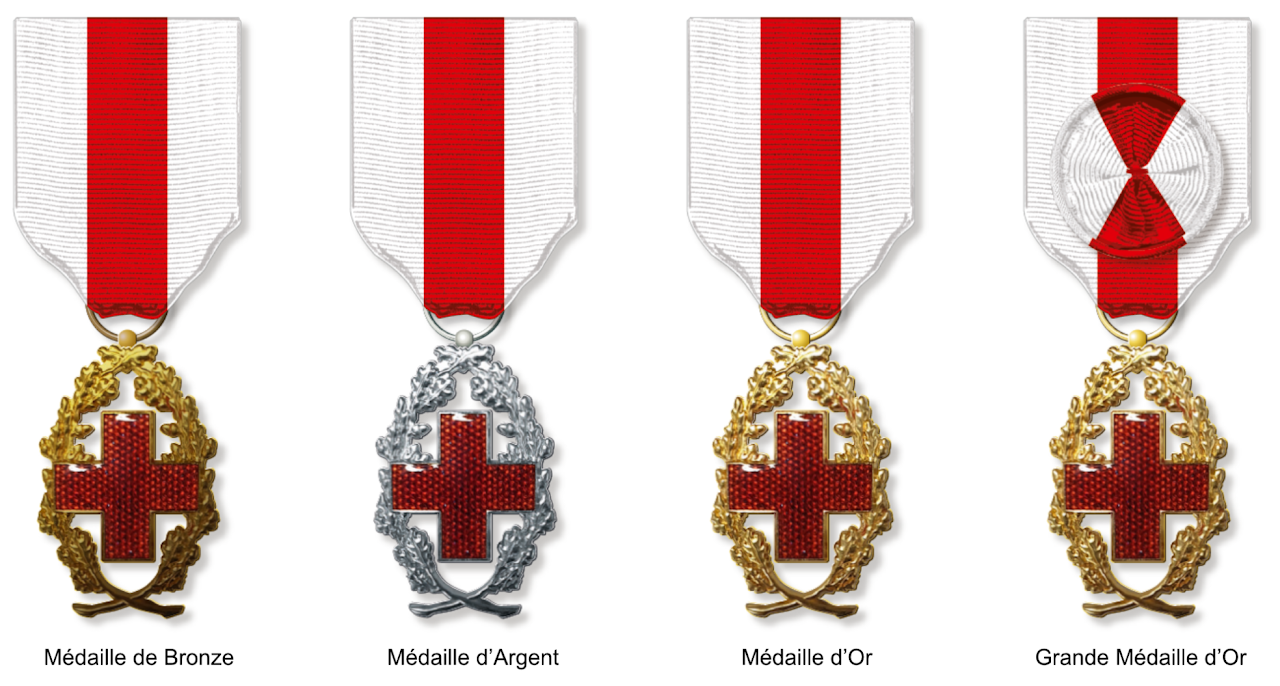
Décorations à destination des bénévoles de la Croix-Rouge française.

La Croix-Rouge française décerne des décorations à ses bénévoles. Ces médailles sont destinées à reconnaître l'engagement et la fidélité des bénévoles de la Croix-Rouge française.
Pour chacune de ces distinctions, un nombre d’années d’ancienneté est nécessaire. Étant entendu que les annuités ainsi décomptées ne constituent pas elles-mêmes un droit, mais la possibilité de recevoir la distinction que fixe la seule valeur des services accomplis.
| Description | Médaille de bronze | Médaille d'argent | Médaille d'or | Grande Médaille d'Or | Médaille des Opérations | Médaille Covid-19 | Médaille d'honneur |
| ----------- | ------------------ | ----------------- | ------------- | -------------------- | ----------------------- | ----------------- | ------------------ |
| Médailles   |                    |                   |               |                      |                         |                   |                    |
| Barrettes   |                    |                   |               |                      |                         |                   |                    |

#### La médaille des Opérations et la Lettre de Félicitations

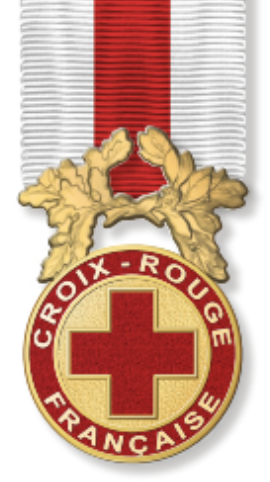
Médaille des Opérations.

La médaille des Opérations et la Lettre de Félicitations récompensent tout acteur, adhérent ou non, pour services rendus dans des circonstances exceptionnelles ou des actes de courage et de dévouement.
Ce témoignage peut être décerné autant de fois que de participations à des situations d’exception différentes de façon individuelle ou collective.
La demande doit être effectuée auprès de la Chancellerie au plus tard dans les trois mois suivant l'événement. Seul le Président pourra attribuer ces distinctions, après avis de la commission nationale des distinctions.

#### L'insigne Covid-19

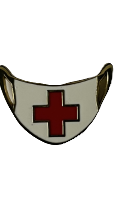
Insigne Covid-19.

L'insigne Covid-19 peut être remis à tous les volontaires de la Croix-Rouge française ainsi qu'aux bénévoles d'un jour qui ont mené des actions en lien avec la crise sanitaire Covid-19.

#### La médaille Covid-19

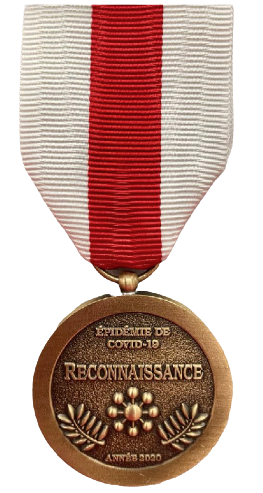
Médaille Covid-19.

La médaille Covid-19 peut être décernée à tous les volontaires de la Croix-Rouge française ayant mené des actions significatives en lien avec la pandémie. Cette médaille peut être remise aux drapeaux des structures.

#### La médaille d'Honneur
La médaille d’Honneur est décernée par le Président de la Croix-Rouge française en reconnaissance d’actes honorifiques. Elle ne pourra être décernée qu’une seule fois.

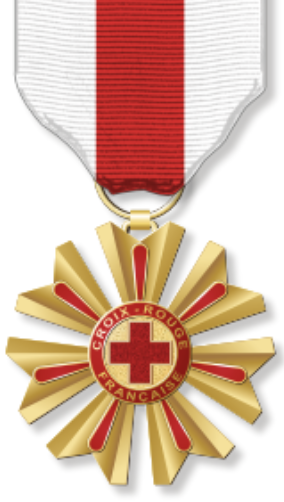
Médaille d'Honneur.

6 médailles sont attribuées par an au cours de deux promotions : le 1er janvier et le 14 juillet de chaque année.
Le volontaire doit répondre aux critères d'attribution :
- La médaille d’Honneur est décernée par le Président de la Croix-Rouge française en reconnaissance d’actes exceptionnels.
- Chaque année, deux promotions ont lieu le 1er janvier et le 14 juillet. Chacune de ces promotions permet de décerner trois médailles d’honneur.
- Cette médaille d’honneur doit permettre de récompenser des services ou actes exceptionnels ne pouvant être reconnus par les distinctions bénévoles, salariés ou la médaille des opérations.

#### Anciennes décorations
| Nom de la décoration                     | Photographie de la décoration | Critères d'éligibilité                           | Contingent (par année)               |
| ---------------------------------------- | ----------------------------- | ------------------------------------------------ | ------------------------------------ |
| Témoignage de reconnaissance territorial | X                             | 1 an de service ou services exceptionnels        | à discrétion des départements        |
| Témoignage de reconnaissance national    | X                             | 1 an de service ou services exceptionnels        | à discrétion du Chancelier           |
| Diplôme de reconnaissance                | X                             | 3 ans de service ou services exceptionnels       | à discrétion du Chancelier           |
| Croix de Bronze                          |                               | 6 ans de service ou services exceptionnels       | 300                                  |
| Croix d'Argent                           |                               | 15 ans de service ou services exceptionnels      | 100                                  |
| Croix de Vermeil                         |                               | 20 ans de service ou services exceptionnels      | 50                                   |
| Médaille commémorative (ex. des 150 ans) |                               | Services Exceptionnels sur demande du Chancelier | sur ordonnance du Président National |
| Plaquette de reconnaissance              |                               | 30 ans de service ou services exceptionnels      | 30                                   |
| Plaquette de Solférino                   |                               | 40 ans de service ou services exceptionnels      | 10                                   |
| Médaille d'Honneur                       |                               | Services Exceptionnels sur demande du Chancelier | 4                                    |
| Grande Médaille d'Honneur                |                               | Services Exceptionnels sur demande du Chancelier | 2                                    |

### Salariés
| Nom de la décoration                | Photographie de la décoration | Critères d'éligibilité | Contingent (par année) |
| ----------------------------------- | ----------------------------- | ---------------------- | ---------------------- |
| Médaille d'Argent de Castiglione    |                               | 20 ans de services     | 200                    |
| Médaille de Vermeil de Castiglione  |                               | 30 ans de services     | 100                    |
| Médaille d'Or de Castiglione        |                               | 35 ans de services     | 50                     |
| Grande Médaille d'Or de Castiglione |                               | 40 ans de services     | 20                     |

## Actualités

### Gestion
- À la fin de l'année 2005, il a été reproché à la Croix-Rouge d'avoir fermé trois centres situés en Seine-Saint-Denis (Le Blanc-Mesnil, Drancy et Épinay-sur-Seine), pour des raisons budgétaires ; l'association a dénoncé l'absence de subvention de la part des collectivités territoriales, mais celles-ci ont démenti avoir reçu des demandes de subvention[79]. Elle dut les rouvrir au début de l'année 2006 sous la pression du ministère de la Santé[80].
- La Croix-Rouge se serait rendue coupable de 3 800 infractions à la législation sur le temps de travail en 2014 au sein de son siège parisien[81],[82],[83],[84],[85]. Celle-ci s'est justifiée en invoquant l'impact des missions d'urgences sur le fonctionnement de l'association, et que des discussions avaient été entreprises afin d'indemniser les salariés concernés[86].